# Дискриминация лиц, страдающих психическими расстройствами

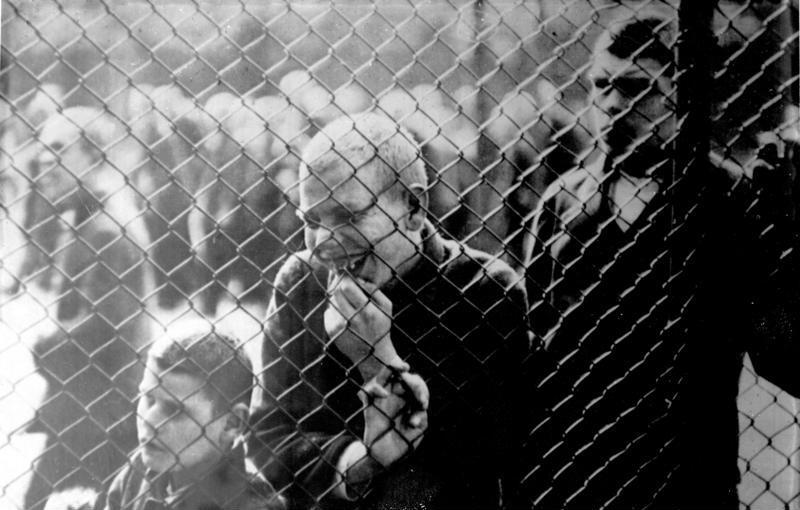
Душевнобольные в психиатрической клинике. Из материалов фотовыставки. Германия, март 1934 года

Дискримина́ция лиц, страда́ющих психи́ческими расстро́йствами, — негативное отношение к людям и нарушение их прав на основании наличия у них психического расстройства или психиатрического диагноза. Употребляется также термин психофо́бия, означающий социокультурное клише, связанное с боязнью, нетерпимостью и другими негативными чувствами относительно душевных заболеваний и душевнобольных.
Факт того, что психиатрический диагноз является стигмой, затрудняющей социальную адаптацию и реализацию предусмотренных законом прав, признан Всемирной психиатрической ассоциацией. По данным ВОЗ, нарушения элементарных свобод, отказ в предоставлении лицам с психическими расстройствами гражданских, политических, экономических, социальных и культурных прав характерны для многих стран мира и происходят как внутри медицинских учреждений, так и за их пределами. Люди с психическими расстройствами часто подвергаются стигматизации, пренебрежительному и жестокому обращению. Дискриминации подвергаются также лица, не являющиеся психически больными, в случаях, когда их ошибочно воспринимают как страдающих психическими расстройствами или страдавших ими в прошлом.
Дискриминация и стигматизация людей с психическими расстройствами являются наиболее значимыми проблемами в сфере охраны психического здоровья, борьба с ними входит в число приоритетов Всемирной организации здравоохранения и Всемирной психиатрической ассоциации. Международные документы и законодательства развитых стран запрещают дискриминацию, в том числе и на основании наличия у человека психического заболевания.

## Формы и способы дискриминации
В некоторых источниках выделяют такие разновидности (формы) дискриминации представителей тех или иных групп меньшинств, как дискриминация бытовая и институциональная (институционная).

### Бытовая дискриминация
Понятие, подразумевающее негативно пристрастное отношение к представителям того или иного меньшинства со стороны отдельно взятых лиц или малых общественных групп.
Бытовая дискриминация и стигматизация людей с психическими расстройствами и психиатрическими диагнозами в России и странах СНГ зачастую носят масштабный характер; они нередко приводят к развитию у человека комплекса неполноценности, ущербности, к социальной изоляции его семьи, чувству неловкости близких перед окружающими за его расстройство. Как отмечают российские исследователи, многие люди с психическими расстройствами подвергаются систематической дискриминации в большинстве областей своей жизни: дискриминация происходит в семье, на работе, в личной жизни, общественной деятельности, в области здравоохранения, средствах массовой информации. Многие из людей, имеющих относительно лёгкий уровень психических нарушений, страдают от стигматизации в большей мере, чем от проявлений самой болезни.
Исследования показывают, что дистанция по отношению к людям с психическими расстройствами максимальна; в целом она гораздо больше, чем по отношению к инвалидам по зрению и слуху, инвалидам с нарушениями опорно-двигательного аппарата и др. Нетолерантное отношение проявляется в отказе учиться в одном классе с ребёнком, имеющим психические нарушения, или работать с больным в одном отделении, на одном предприятии, в нежелании вступать в контакт с человеком, имеющим психические нарушения, иметь с ним общие интересы:28.
Отмечалось, что интенсивность, с которой бывают отвергнуты больные, зависит не столько от патологичности тех или иных форм поведения, сколько от очевидности нарушения поведенческих норм, принятых в данном обществе. Нередко люди обращают внимание даже не на то, насколько в действительности расстроено поведение индивида, а на информацию об имевшей место госпитализации его в психиатрический стационар:27.
Представления о странных поведенческих проявлениях, характерных для некоторых психических болезней, в сознании людей преувеличиваются, искажаются и переносятся на любые нарушения психики:43. Стигматизация может происходить и при абсолютно нормальном поведении человека. Провоцируют её такие признаки, как известие о существовании психиатрического диагноза, информация о прошлых психических расстройствах, незамедлительно вызывающая социальный барьер между обществом и индивидом. В результате могут последовать социальные ограничения, которые снижают его статус, ограничивают доступ к работе и другим социально значимым видам деятельности, препятствуют самореализации человека в любви и дружбе:29.
Зачастую реакция общества при контакте с теми, кто признан психически больным, проявляется стремлением не только отвергнуть их, но и изолировать. Так, по данным одного из исследований, почти 50 % жителей Канады считали, что психически больных нужно оставлять в психиатрических стационарах надолго:27.
По данным социологического опроса, проводившегося в Орловской области, большинство опрошенных, обнаруживая недостаточную компетентность в вопросах, касающихся клиники психических расстройств, демонстрировали при этом высокую степень социального дистанцирования от душевнобольных, которая увеличивалась тем больше, чем выраженней была субъективная значимость предполагаемого контакта и личная вовлечённость респондента в него. Опрос людей с психическими расстройствами показал, что многие из них стремятся скрывать наличие у них расстройства, испытывают неловкость, избегают общения с прежними знакомыми; в результате усиливается межличностная отгороженность и бытовая, семейная, трудовая дезадаптация, которые могут приводить к хронификации расстройства, частым рецидивам, злоупотреблению психоактивными веществами и т. п. Сходные результаты показали и многочисленные обследования, проводившиеся в Великобритании и США.
В ноябре 2014 года Всероссийский центр изучения общественного мнения представил данные опроса о том, как изменилось за период с 1989 по 2014 годы отношение россиян к тем или иным девиантным социальным группам (людям без определённого места жительства, страдающим алкоголизмом, наркоманией, совершившим убийство и пр.). В целом общество стало значительно терпимее относиться к девиантным социальным группам, однако за тот же период ухудшилось отношение к людям с психическими расстройствами. Так, в 1989 году 58 % опрошенных считали, что психически больным гражданам следует оказывать помощь, а в 2014 году такое мнение высказали лишь 48 % респондентов. Вместе с тем с 33 % до 44 % выросло число респондентов, считающих, что психически больных необходимо изолировать от общества, а 5 % опрошенных в 2014 году заявили, что психически больных «необходимо ликвидировать» (тогда как в 1989 году подобное утверждение высказали 3 % опрошенных).
Опрос, проведённый НЦПЗ РАМН (все вопросы этого опроса касались некоего «человека, который лечился в психиатрической больнице», без каких-либо дополнительных уточнений), показал, что 68 % опрошенных дали отрицательный ответ на вопрос, может ли такой человек занимать руководящую должность, 72 % — на вопрос, может ли он быть избран депутатом всероссийского или местного законодательного органа, 84 % — на вопрос, может ли он работать с детьми. При этом респонденты не знали и не пытались уточнить никаких подробностей: давно ли этот человек лечился, тяжело или легко он был болен, продолжает ли болеть или уже выздоровел и пр.
Существуют исследования, показывающие, что и сами врачи стигматизируют психически больных не в меньшей мере, чем это делает всё общество: причиной такой ситуации является, по-видимому, развитие у многих психиатров после нескольких лет практики «синдрома эмоционального выгорания». Есть данные о том, что специалисты здравоохранения более негативно относятся к лицам с психическими расстройствами, чем общество; многие специалисты, работающие в сфере оказания психиатрической помощи, предпочитают не работать с серьёзно больными пациентами или проявляют негативное отношение к людям, страдающим тяжёлой степенью психотического расстройства. По данным одного исследования, потребители психиатрической помощи и члены их семей полностью уверены, что испытывают больше стигмы и дискриминации со стороны работников психиатрической помощи, чем со стороны любой другой категории граждан.
В повседневной культуре психическая болезнь становится предметом сарказма, юмора и уменьшительно-уничижительного отношения. Анекдоты, устные истории об аномальных состояниях, людях с психическими нарушениями, часто используемые в речи нарицательные понятия «псих», «больной», «шизофреник», «психушка» и др. являются предвестниками негативного отношения, отрицающего признание человеческой личности и достоинства у людей с психическими расстройствами:28.
Выделяют также понятие самостигматизации — заниженной самооценки под влиянием негативных представлений о психической болезни, вследствие чего лица с психическими расстройствами вживаются в роль инвалидов, становятся более зависимыми от помощи других людей, принимают навязанные обществом представления о психических болезнях и себе самом как больном и опасном индивиде, усваивают стереотипы неполноценного человека:29.
Существенной проблемой является также насилие по отношению к людям с психическими расстройствами в их семьях, которое часто бывает связано с отсутствием знаний у членов семей о том, как правильно осуществлять уход за лицами с психическими расстройствами. Жестокое обращение со стороны лиц, осуществляющих уход, может включать в себя физическое, психологическое или сексуальное насилие и отсутствие заботы. Насилие может привести к серьёзным психологическим последствиям у людей с психическими расстройствами и повышает риск рецидива психического заболевания.

### Институциональная дискриминация
Этот термин подразумевает дискриминацию, имеющую место со стороны государства, большой группы, общества, организации или социального института по отношению к представителям того или иного меньшинства. Институциональная дискриминация может происходить в системе образования, коммерческих и производственных организациях, правовой, судебной системе и т. п. Институциональная дискриминация наиболее распространена в странах бывшего СССР и Восточной Азии.
По утверждениям, содержащимся в ряде источников (Всемирная организация здравоохранения, Независимая психиатрическая ассоциация, Международная Хельсинкская федерация, доклады российских уполномоченных по правам человека, публикации психиатров, юристов, педагогов и психологов, правозащитников, статьи в журналах Current Opinion in Psychiatry, Psychiatric Bulletin), в отношении лиц с психическими расстройствами имеют место:
- Неоправданные случаи недобровольной госпитализации[21][22][23]; недобровольное содержание в психиатрических стационарах большого количества людей, способных принимать самостоятельные решения в вопросах, касающихся их будущего[24].
- Нарушение права на информированное согласие (на обсуждение предлагаемых и альтернативных методов терапии и их возможных последствий, а также на отказ от лечения)[25][26][27][28].
- Отказ в выписке из больницы по желанию пациента (зачастую даже при добровольной госпитализации)[26][29][30] или в переводе в другой психиатрический стационар, невзирая на просьбы пациента и согласие представителей «принимающей» клиники[31].
- Унизительное и жестокое обращение в психиатрических стационарах[21][32][33][34][35].
- Применение (формулировка ВОЗ) «неадекватных, унижающих достоинство и опасных методов лечения»[21]. Неоправданно частое использование устаревших «типичных» антипсихотиков, обладающих тяжёлыми побочными эффектами, зачастую даже без препаратов-корректоров, позволяющих ослабить эти побочные действия[36]. Назначение психотропных препаратов в целях наказания и для обеспечения контроля над пациентами, чтобы уменьшить нагрузку на медицинский персонал, а не в целях диагностики и лечения[4].
- Нарушение права на уединение (пациенты длительное время, порой годами пребывают в общих палатах, где нет ни минуты уединения), на свободу общения и на частные визиты[4].
- В некоторых психиатрических учреждениях (например, психоневрологических интернатах) — лишение права на здоровое питание, минимально приемлемые жилищные условия, оплачиваемый труд[37].
- Принудительный труд в психиатрических учреждениях[4].
- Излишняя медикализация немедицинской, непсихиатрической проблематики, связанной с поведением человека, например при социально-бытовых конфликтах, и случаи госпитализации по этой причине[29].
- Лишение права иметь достойную работу, в том числе в государственных учреждениях, предприятиях и организациях[38][39]; нередко значительные проблемы с трудоустройством[8][11][14][15][21][40][41].
- Неправомерное увольнение человека с работы по причине его пребывания в психиатрическом стационаре[34][41].
- Отказ в приёме документов при поступлении в учебные заведения из-за наличия у человека психиатрического диагноза[34][41]; требование от абитуриентов высших и средних учебных заведений справки из психоневрологического диспансера о том, что они не состоят на диспансерном учёте, и предоставление психоневрологическими диспансерами информации на этот счёт[42].
- Нарушение права на образование по отношению к детям-инвалидам с отклонениями в психическом и умственном развитии — значительная часть таких детей не получает школьного образования вообще или поставлена в неадекватные условия получения образования[43].
- Трудности в получении жилья (отсюда большой процент людей с психическими расстройствами среди бездомных)[8][14][15][26].
- Лишение права распоряжаться собственным имуществом, в частности недвижимостью[34][35][44].
- Трудности в получении адекватной медицинской помощи при соматических заболеваниях как в психиатрических учреждениях, так и в общей системе оказания медицинской помощи[14][15][37][45].
- Трудности получения независимого психиатрического заключения: в российском законодательстве право пациентов на такое заключение отсутствует[42].
- Нарушение права на получение информации о своём здоровье[27][35][46][47][48][49][50], отказ в выдаче выписок из историй болезни[27][35][46][47][49][50].
- Предоставление сведений, составляющих врачебную тайну (в случаях, когда человек с психическим расстройством участвует в каком-либо уголовном процессе), тем или иным участникам уголовного судопроизводства, публикация этих сведений в прессе и т. п.[51]
- Игнорирование права на юридическую помощь: невозможность пациента обратиться в суд при недобровольной госпитализации[22][52][53]; отказ органов суда и следствия рассматривать жалобы граждан, состоящих, по информации психоневрологических диспансеров, на учёте[34][35][41], трудности в возбуждении уголовного дела, если против лица с психиатрическим диагнозом совершено преступление[35][53][54].
- Нарушение презумпции невиновности в процессуальной практике: вывод о совершении человеком преступления и назначение принудительных мер медицинского характера только на основании заключения судебно-психиатрической экспертизы о невменяемости — порой даже в тех случаях, когда следствием ещё не собраны доказательства и когда не вынесено судебное решение о виновности или невиновности[55][56].
- Нарушения политических прав (манипулирование голосами лиц с психическими расстройствами[34]; недопущение к участию в голосовании на выборах[42][57]).
- Неоправданно расширенные противопоказания к вождению транспортных средств[58][59], неправомерные отказы в выдаче разрешения на управление автотранспортом[60][61].
- Частые случаи госпитализаций по социальным показаниям и перевода в психоневрологические интернаты пациентов, не имеющих постоянного места жительства или находящихся в конфликтных отношениях с родственниками, в положении излишней зависимости от них, — хотя некоторые из таких пациентов вполне могли бы проживать у себя дома под присмотром добросовестного опекуна или даже самостоятельно при наличии жилья и минимальной помощи[26].
- Государственная политика сегрегации в отношении детей с нарушениями психического развития — политика изъятия их из общества и содержания в закрытых учреждениях, приводящая к трудностям реабилитации, к социальной дезадаптации и к усугублению имеющихся у детей психических проблем[62][63].
- Закрытость системы психоневрологических интернатов, тяжёлые условия пребывания в них и изоляция содержащихся там пациентов от общества, отсутствие адекватного воспитания, образования и реабилитации, утрата возможности приобрести социальные навыки и адаптироваться к жизни: по достижении совершеннолетия воспитанники детских психоневрологических интернатов попадают обычно в интернаты для «психохроников»[62][63].
- Излишне частое лишение граждан, страдающих психическими расстройствами, дееспособности[64][65][66][67]:199, при отсутствии надлежащих материальных и процедурных гарантий против непропорционального ограничения прав[64]. Частые нарушения прав недееспособных лиц[65][67]:201[68] и низкий уровень правовой защищённости недееспособных, помещённых в психиатрические больницы и психоневрологические интернаты, нередко полная их зависимость от этих учреждений, зачастую выполняющих функции опекунов[35]:430[64].
- Трудности получения социальных пособий, санаторно-курортного лечения; частый отказ социальных работников оказывать помощь лицам с психическими расстройствами[69]:76—77.
- Злоупотребление намного большим доступом к персональным данным и личностным сведениям пациента в сравнении с другими отраслями медицины.

## Причины дискриминации, их анализ и возражения
Бытует множество ошибочных представлений, способствующих стигматизации лиц с психическими расстройствами и усиливающих её, приводящих к дискриминации. Одной из главных причин стигматизации, по-видимому, является сложившийся за длительное время в обществе миф о неизлечимости психических заболеваний, неизбежной общественной опасности психически больных, непредсказуемости их поведения. Психическое расстройство ошибочно отождествляют с виной, когнитивной/нравственной несостоятельностью, а также наследственными факторами, для которых якобы не существует адекватного лечения. Во многих сообществах психическая болезнь не считается медицинским состоянием, а рассматривается как слабость характера или как наказание за аморальное поведение. Психическое расстройство часто путают с психическим дефектом или отождествляют с понятием невменяемости. Общественность часто использует шизофрению как парадигму психического заболевания, описывая психотическое и дезорганизованное поведение как характеристики всех лиц с психическими расстройствами; при этом стигма, имеющая отношение к шизофрении, особенно тяжела и тесно сопряжена с заблуждениями и страхами по поводу насилия и непредсказуемости. Распространено и некорректное представление, что человек, однажды заболев психически, навсегда останется больным, хотя в действительности большинство пациентов психиатрических лечебниц способны вернуться к нормальной жизни
в обществе. Распространено также ошибочное представление, что психические заболевания очень редки и необычны:45.
В числе причин дискриминации и стигматизации исследователи называют недостаточную осведомлённость общества в области психиатрии; подсознательный страх, подкрепляемый «журналистскими бомбами» — избирательными и мелодраматическими сообщениями в средствах массовой информации практически обо всех случаях насилия, совершаемых душевнобольными; в связи с чем общественность плохо представляет себе характер и реальную частоту таких случаев.
Многие исследования подтверждают тот факт, что существенную роль в дискриминации играет низкая информированность населения и отдельных людей о проблемах психического здоровья: доказано, что люди, обладающие более обширными знаниями о психических заболеваниях, а также опытом общения и взаимодействия с психически больными, имеют гораздо меньше предрассудков:29. Порой даже высокообразованные люди демонстрируют невежество, выражая своё отношение к этой стороне жизни. Тем не менее даже специалисты в сфере психического здоровья могут крайне негативно относиться к лицам с психическими расстройствами и стигматизировать их. Подобное может происходить в случае, если у специалиста в порядке психологической защиты развилось эмоциональное выгорание.
Анализ данных, полученных в разных странах, показал наличие внутри каждой культуры большого количества разнообразных мифов о лицах с психическими расстройствами и различную трактовку этих мифов, присущую разным культуральным группам:75.
По данным ряда зарубежных и российских исследований, в прессе преобладает негативная информация как о психиатрии и психиатрах, так и о психически больных. Одно из исследований показало, что тема противоправных действий, совершаемых душевнобольными, в СМИ относится к наиболее популярным темам, касающихся психиатрии (23 %). Среди газетных публикаций, содержащих упоминания о психически больных, доля статей со ссылками на преступления составила 40 %. В СМИ часто встречаются пренебрежительные наименования, уничижительные производные от психиатрических терминов: «шизофреник», «псих» и др. Односторонняя фокусировка при описании психопатологических симптомов лишь на наиболее броских, пугающих аспектах проблемы (императивное содержание обманов восприятия, перечисление бредовых фабул) при игнорировании других проявлений психической патологии тоже способствует стигматизации.
Вместе с тем в действительности люди с психическими заболеваниями в основном не агрессивны и не являются убийцами:27,45. Случаев агрессивного поведения среди них столько же, сколько среди здоровых индивидов (около 3 %):27,45. Так, исследования, проведённые в Германии Беккером (Бёкером) и Хефнером, показали, что процент психически больных людей среди общего числа лиц, привлекающихся к уголовной ответственности, приблизительно соответствует частоте встречаемости психических расстройств среди взрослого населения.
По данным разных исследователей, лица, страдающие психическими расстройствами и совершившие преступления, составляют лишь 1—3 % среди всех нарушителей уголовного законодательства. Особенно редко совершают преступления больные, страдающие депрессией, и лица со слабоумием: в этих случаях риск правонарушения в десять раз меньше, чем у здоровой части населения. Риск совершения убийств больными шизофренией не выше, чем в популяции:88, а, согласно выводам, сделанным в исследовании Brekke и др. (2001), риск того, что лица с диагнозом «шизофрения» совершат преступление, в десять раз меньше, чем вероятность того, что они сами станут жертвой. Исходя из статистики исследований, американский учёный Д. Монахан сделал вывод, что на основании клинических данных нельзя осуществить точный прогноз насильственного поведения (в частности, дискуссионной является связь диагноза «шизофрения» с риском насилия). По выводу Американской психиатрической ассоциации, психиатры не обладают специальными познаниями, необходимыми для предсказания долгосрочной опасности в будущем, и могут предсказать её не в большей степени, чем неспециалисты на основе немедицинских данных.
Другие исследования отмечают возрастающий риск агрессивного поведения у лиц с психическими расстройствами преимущественно при десоциализации и социальной изоляции, наличии криминального анамнеза, тюремном заключении, отсутствии трудоустройства и определённого места жительства, злоупотреблении алкоголем и наркотиками, неблагоприятных обстоятельствах в детстве (неблагополучной семейной обстановке, отсутствии родительского внимания, нарушении развития); делается вывод, что опасность психически больных людей предопределяют социальные, а не клинические факторы.
В метаанализе 131 работ (выполненном Gendreau с соавт., 1996), касающихся исследования повторных преступлений у 750 000 бывших заключённых, был сделан вывод, что самыми убедительными предикторами рецидивизма являются история правонарушений в прошлом, антисоциальные установки, ценности и поведение, антисоциальная личность и криминальное окружение. Степень выраженности дистресса, в том числе наличие и выраженность психического расстройства, практически не имела отношения к рецидивизму.
В метаанализе 58 публикаций (Bonta с соавт., 1998), касающихся рецидивов у правонарушителей с психическими расстройствами, было показано, что самые надёжные предикторы рецидивизма в данной субпопуляции — совершение правонарушений в прошлом и антисоциальная направленность личности. Диагноз психического расстройства психотического уровня или расстройства настроения и данные о лечении по поводу психических расстройств в прошлом либо не имели связи с рецидивизмом, либо находились по отношении к нему в обратно пропорциональной зависимости.
Метаанализ всех существующих исследований, касающихся связи между насилием и такими диагнозами, как шизофрения и биполярное аффективное расстройство, выполненный психиатром из Оксфордского университета Ш. Фазель, показал, что наличие этих психических заболеваний не связано со склонностью или мотивацией для совершения насилия.
По данным анализа почти 20 000 отдельных случаев, выполненного в 2009 году, увеличение риска насилия связано со злоупотреблением наркотиками и алкоголем, вне зависимости от наличия или отсутствия у человека шизофрении. Примерно аналогичные результаты были получены в двух других исследованиях касательно биполярного аффективного расстройства.
В числе причин дискриминации лиц с психическими расстройствами можно назвать также причины, являющиеся общими для любого рода дискриминации представителей тех или иных меньшинств: эволюционная причина (этологические корни), заставляющая видеть во всём чуждом неприемлемое для себя; социальные факторы, к которым относится поощрение обществом любых форм стигматизации и дискриминации с целью навязать более низкий статус тем или иным группам; причины, лежащие в области интерперсональных отношений (стремление одного человека поставить себя выше другого и благодаря этому утвердиться):237. Стигматизирующие, если их самооценка низка и если в повседневной жизни они подвергаются угрозам, неудачам и фрустрациям, бессознательно получают психологическую пользу от наличия стигматизируемого, повышая тем самым свою самооценку и усиливая чувство благополучия. Мифы о психиатрии и людях с психическими расстройствами снижают уровень тревожности индивидуума, его страх потерять контроль над собственным поведением и стать изгоем. В связи с механизмом проекции — приписывания собственных негативных качеств другим — дискриминация психически больных приобретает для дискриминирующего психологическую выгоду.

### Стигма и биомедицинские объяснения психического расстройства
Для борьбы со стигмой в отношении психических расстройств в последние десятилетия предпринимались общественные кампании. Эти кампании часто строились из расчёта, что лучший способ побороть стигму — убедить людей в том, что человек с психическим расстройством не обладает контролем над своими проблемами, а его расстройство обусловлено только болезнью мозга. На сайте известной американской пациентской организации «Национальный альянс по психическим заболеваниям» было недвусмысленно провозглашено: «Психические заболевания — это биологические болезни мозга. С ними нельзя справиться с помощью „силы воли“, и они не связаны с „характером“ и „умом“ человека». Утверждение о том, что психические расстройства — это точно такие же болезни, как любые другие, а также сравнение их с диабетом или сломанной ногой стали общим местом в риторике борьбы со стигмой и предубеждениями к людям с такими расстройствами.
Эффект подобных кампаний по борьбе со стигмой оказался куда более противоречивым и вряд ли оправдал ожидания поддерживающих такую стратегию энтузиастов. Авторы систематического обзора и метаанализа исследований, опубликованного в 2012 году, приходят к выводу, что поддержка биологических объяснений психических расстройств в экономически развитых странах выросла, но это, однако, не привело к ослаблению стигматизации и не снизило социальное отвержение людей с расстройствами. Авторы другого метаанализа приходят к выводу, что нейробиологические объяснения усиливают негативное отношение к таким людям: их больше воспринимают и оценивают как агрессивных, неизлечимых и чаще избегают.
Нейробиологические объяснения могут усугублять негативное отношение к людям с психическими расстройствами из-за связи с эссенциализмом и соответствующим ему стилем мышления. Применительно к психическим расстройствам эссенциализм задаёт видение, что у людей с расстройствами есть некая неизменная и невидимая биологическая сущность, полностью определяющая их личность. Это понимание, по всей видимости, способствует тому, что люди с психическими расстройствами воспринимаются как отличная на глубинном биологическом уровне группа людей. За таким восприятием, в свою очередь, следует обозначение непреодолимой границы между «своей» группой и гомогенной группой «других» и социальное отвержение «других».

## История дискриминации
Дискриминация лиц с психическими расстройствами во многих странах носит исторически обусловленный характер: негативные стереотипы, страх и неприятие приводили на протяжении столетий к ситуации, когда общество либо отвергало лиц, страдающих психическими расстройствами, либо не замечало их существования. В обращении с пациентами обычны были связывание и содержание на цепи, побои, попытки «лечения» голодом и др.
Стигматизация лиц с психическими расстройствами имеет древнюю историю и существует с библейских времён, когда сумасшествие как наказание за грехи стало рассматриваться в рамках религиозной веры и практики. В Европе времён Средневековья наличие психических расстройств приписывалось одержимости человека бесами; считалось также, что Бог насылает безумие в наказание грешникам. Отношение к душевнобольным определялось позицией церкви. «Лечение» психически больных «изгнанием беса» проводили священнослужители:9.
Однако именно благодаря церкви начал осуществляться организованный уход за страждущими и призрение душевнобольных. Ещё в XVI—XVII вв. призрение душевнобольных в монастырях не только обеспечивало им уход и лечение, но и побуждало их к самообслуживанию и труду:9—10.
В ходе знаменитых процессов ведьм пыткам и казням подвергались, по-видимому, в том числе и люди с психическими расстройствами — среди которых было, вероятно, много людей с депрессией и бредом самообвинения, с истерией и др. Вопреки распространённому представлению, эти события характерны были не столько для Средневековья, сколько для Ренессанса. Определённую роль в преследовании «бесоодержимых» сыграло не только католичество, но и лютеранство. Известна позиция Мартина Лютера, писавшего:
По моему мнению, все умалишённые повреждены в рассудке чёртом. Если же врачи приписывают такого рода болезни причинам естественным, то происходит это потому, что они не понимают, до какой степени могуч и силён чёрт.

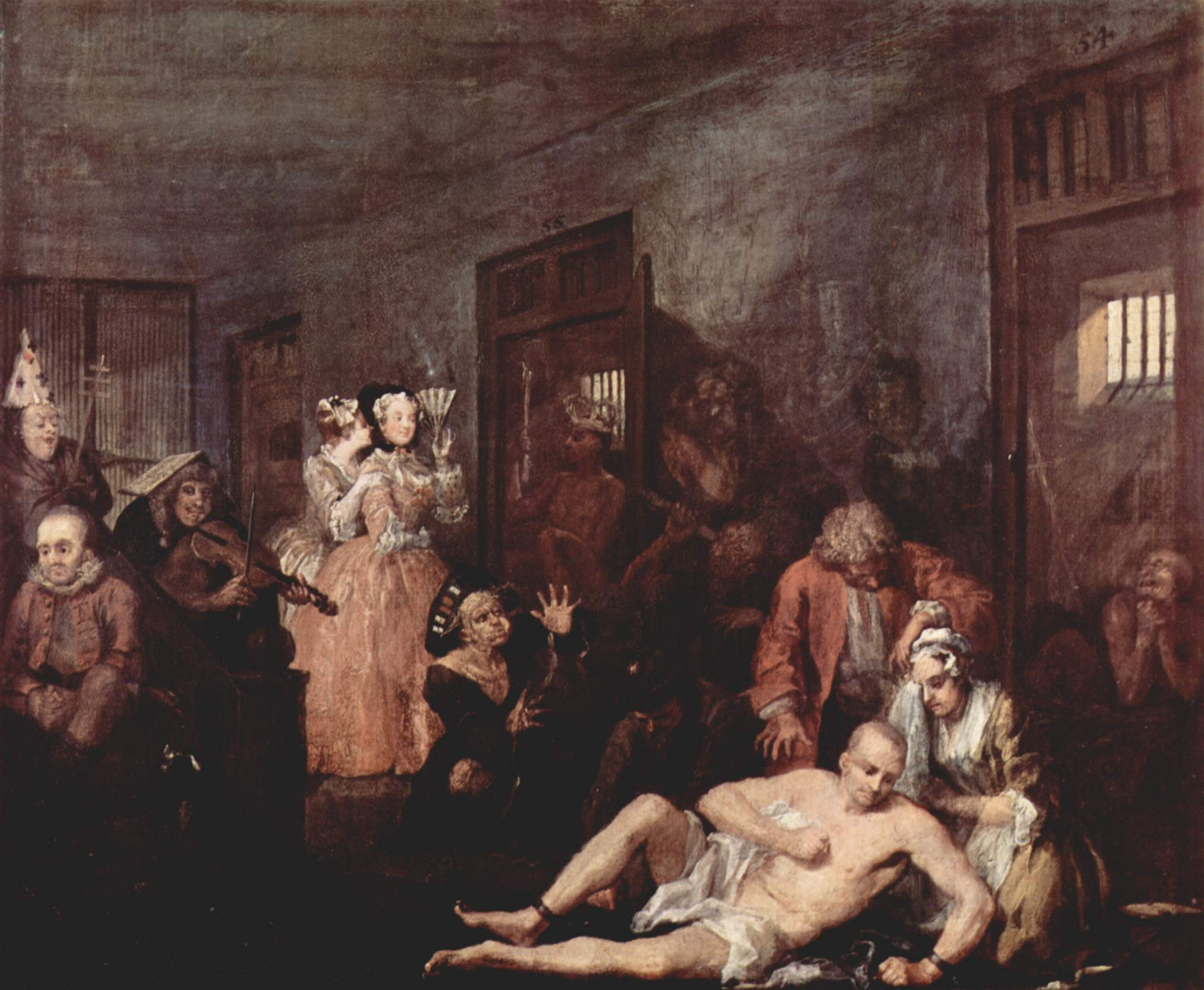
«Вифлеемский госпиталь», Уильям Хогарт

Вплоть до конца XVIII — первой половины XIX века узники заведений для душевнобольных Англии, Франции и Германии содержались в тяжёлых условиях: в каменных «мешках», лишённые солнечного света и прикованные цепями, зачастую голодая и подвергаясь избиениям. Например, знаменитый психиатр Ж. Эскироль, посетив психиатрические учреждения в провинциальных городах Франции, в 1818 году писал:
Несчастные, в интересах которых я возвышаю свой голос, подвергаются обращению, худшему, чем преступники, и живут в обстановке, достойной зверей. Я видел их покрытых лохмотьями, на соломе, которая служит для них единственной защитой от сырости каменного пола. <…> Вот что я видел во Франции, и вот как содержатся душевнобольные почти повсеместно в Европе.
В 1780-е годы во Франции была создана комиссия под председательством врача-хирурга профессора Тенона для изучения условий психиатрического призрения в Париже. В отчёте Тенона говорилось об условиях содержания в огромной больнице общего типа Отель-Дьё, куда помещались пациенты с первичным эпизодом психических расстройств, следующее:
Больные лежат на кроватях по четыре, а иногда и по шести на каждой. Нередко умершие лежат вперемежку с живыми на одних и тех же кроватях… Помещения не отапливаются. Больные отмораживают уши, ноги, носы, и им тут же делают ампутации.
Как правило, пациенты проводили в Отель-Дьё несколько недель, и их безуспешно лечили там повторными кровопусканиями, слабительным, опием, обливаниями холодной водой и пр. После такого безуспешного лечения мужчин направляли в убежище Бисетр, женщин — в убежище Сальпетриер; бытовые и санитарные условия пребывания в обоих учреждениях были очень тяжёлыми и антигуманными: узники Бисетра и Сальпетриера содержались, прикованные цепями, в узких, холодных и сырых, лишённых света и воздуха каменных карцерах, где они вынуждены были сидеть скорчившись из-за крайней тесноты. Срок пребывания в этих заведениях мог длиться несколько месяцев или лет, а порой и 12—15 лет, вне зависимости от того, поправился узник или нет.
В Лондоне и в Париже популярны были представления с участием «буйных» душевнобольных: их запирали в клетки и за деньги демонстрировали публике — в целях нравственного поучения. В воскресные дни в Бедлам за малую плату (один пенни) пускали посетителей; число посетителей при этом достигало 96 тысяч в год. Во Франции горожане с левого берега Сены по воскресеньям совершали развлекательную прогулку в госпиталь Бисетр, чтобы посмотреть на знаменитых сумасшедших. Некоторые тюремщики получали известность благодаря своему умению ударами хлыста заставлять душевнобольных проделывать танцевальные па и акробатические трюки.

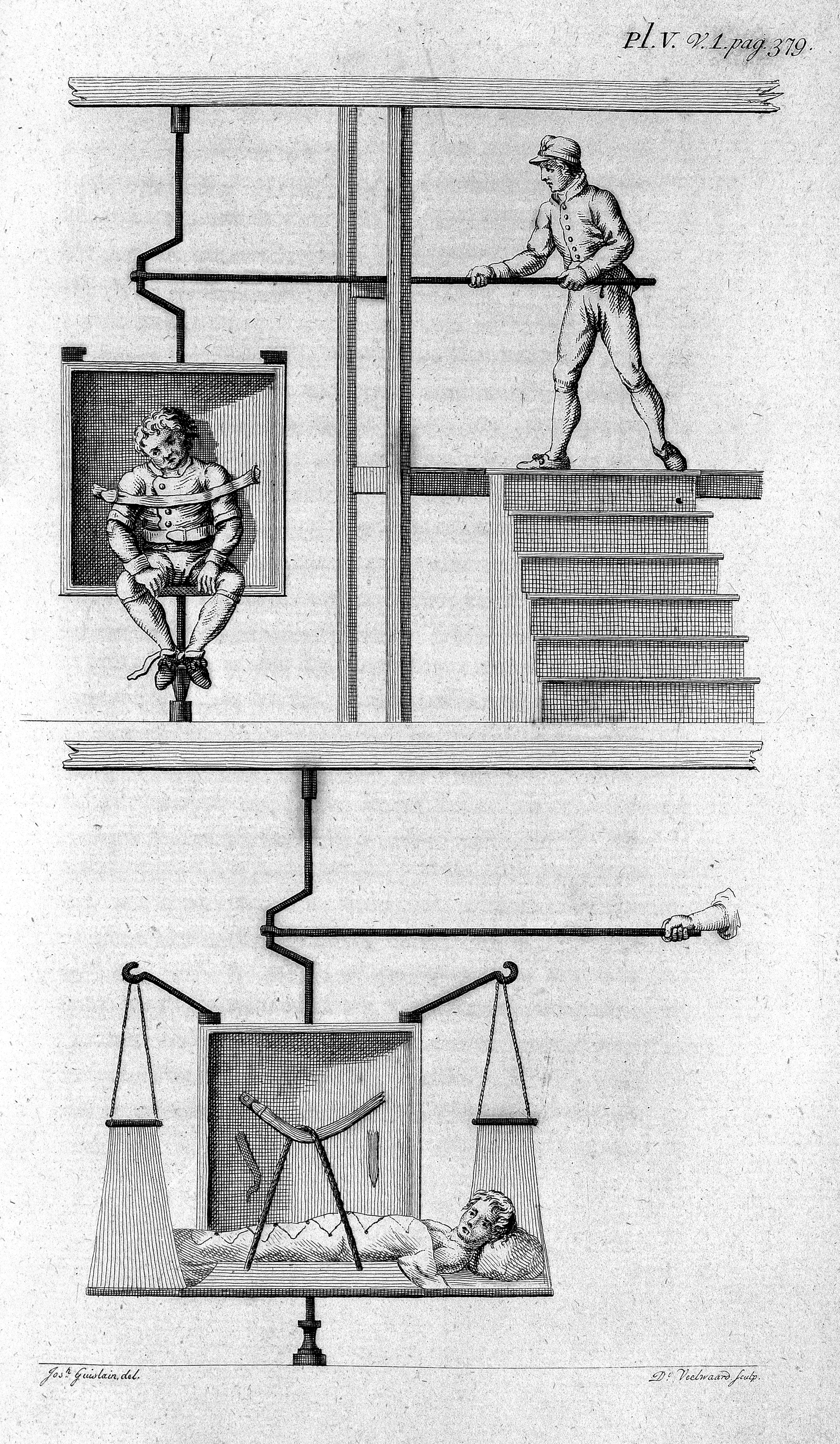
Вращательная машина

В германских домах для умалишённых практиковались избиения плетью и палками, в качестве метода лечения применялась так называемая механотерапия: вращательная машина, вращающееся колесо и вращающаяся кровать (действие последней приводило к наиболее тяжёлым эффектам: головокружение, тошнота, рвота, удушье, кровоизлияния в конъюнктиву глаз), смирительный стул и смирительная кровать, «мешок» (Sack). Жестокие методы «лечения» использовались и в ряде других стран: например, в Британии и в США применялось вращающееся кресло. Существовали и такие средства, как прижигание лба калёным железом, погружение в ледяную воду; пациентов заставляли принимать раствор винного камня, сажу, мокриц и мыло.
Принципы гуманного отношения к людям с психическими расстройствами в Западной Европе были заложены Филиппом Пинелем, в 1793 году буквально снявшим цепи с душевнобольных в парижской государственной больнице Бисетр. Именно в конце XVIII века по преимуществу полицейское отношение общества к «помешанным» начинает сменяться отношением к ним как к больным людям. Эта эпоха развития психиатрии характеризуется становлением психиатрии как области медицины, введением принципов гражданской защиты душевнобольных и исключения насилия над ними. Очень медленно и постепенно на протяжении первых десятилетий XIX века с душевнобольных в психиатрических учреждениях повсеместно снимались цепи. В середине XIX столетия английский врач Джон Конолли предлагает принцип No restraint («Никакого стеснения»); спор вокруг этого принципа стал общеевропейским и глубоко символичным, однако никак не затронул основы доктрины врачебного патернализма. Вплоть до середины XX века патерналистская модель психиатрической помощи преобладала во всем мире, и недобровольная госпитализация подавляющей части душевнобольных считалась общепринятой социальной нормой.
В Российской империи первая психиатрическая больница была создана в 1776 году. На протяжении значительной части XIX века основной функцией домов для умалишённых оставалась изоляция и содержание больных, которые пребывали зачастую в тесноте и с цепями на теле. По словам современников, содержание больных было «хуже, чем просто брошенные на произвол судьбы». Выдающийся российский психиатр конца XIX века С. С. Корсаков являлся последовательным сторонником системы No restraint Джона Конолли, широко распространившейся на Западе. Благодаря Корсакову прогрессивные методы содержания и ухода получили распространение и в России. Первоначально С. С. Корсаковым в частной клинике были отменены любые насильственные меры при лечении душевнобольных, в первую очередь связывание и использование смирительных рубашек. Были упразднены изоляторы, сняты решётки на окнах, создана уютная обстановка в отделениях. Введённая в частной лечебнице система No restraint постепенно начала проникать и в земские психиатрические больницы.
Политика расовой гигиены в нацистской Германии привела к стерилизации, а затем и физическому уничтожению многих людей, страдающих психическими расстройствами, в ходе программы «Т-4». С 1934 по 1945 год были принудительно стерилизированы сотни тысяч человек. В рамках программы «Т-4» были убиты до 275 тыс. человек; в период с 1942 по 1945 год около 1 миллиона пациентов замучены голодом в немецких психиатрических больницах. Считалось, что неизлечимо больные «не заслуживают права на существование» и представляют собой «биологическую угрозу» для немецкой нации; кроме того, в качестве одного из оправдательных мотивов выступал экономический эффект от уничтожения «лишних людей», существование которых обходится дорого государству и обществу. Программа «T-4» послужила началом перехода гитлеровцев от отдельных преступлений к заранее планируемым массовым убийствам.

Хадамар, один из центров по уничтожению людей в рамках программы «T-4». Фотография 1941 года

В 1955 году комитет экспертов Всемирной организации здравоохранения высказался за необходимость расширения лечения людей с психическими расстройствами без изоляции от общества. Прежде многие десятилетия в различных странах была обычной практика содержания лиц с психическими расстройствами в специализированных заведениях, психиатрических стационарах или интернатах. Это усугубляло присущее таким людям стремление к изоляции от общества. Люди с инвалидностью, проводившие многие годы в закрытых учреждениях, утрачивали контакты с бывшими друзьями из внешнего мира, теряли навыки жизнеобеспечения, опасались выйти из закрытых учреждений в обычную жизнь:39.
Например, в Германии пациенты в первые послевоенные десятилетия находились в переполненных палатах крупных психиатрических больниц почти без всякого лечения или перспектив на будущее, с полным отсутствием частной жизни, ухода, какой-либо деятельности. Некоторые хронические пациенты без всякой оплаты помогали медсёстрам в гериатрических отделениях, занимаясь этим регулярно с утра до вечера; другие работали в домах врачей и медсестёр. При этом (по данным на 1973 год) почти две трети пациентов германских психиатрических больниц, то есть около 60 тыс. человек, пребывали в психиатрических больницах свыше двух лет, а почти треть — свыше 10 лет.
В отчёте комиссии законодательного собрания американского штата Западная Вирджиния о результатах проверки одной из психиатрических больниц штата (1972) было сказано:
Комиссия испытала во всей полноте отвращение к жалким условиям, существующим в этом учреждении. Грязь, отбросы и отвратительные запахи были повсюду. Ежедневная уборка и обычная деятельность по поддержанию порядка не осуществлялись. Сеток [для защиты от насекомых] не было, роились мухи, мусорные баки были открыты и переполнены…
В 1960-е годы в западных странах возникли антигоспитальное и антипсихиатрическое движения, следствием которых стало реформирование системы психиатрической помощи (деинституционализация) и распространение идей защиты гражданских прав душевнобольных, повлёкшее за собой гуманизацию законодательства в сфере психиатрии. Уже к 1987 году в большинстве европейских стран, а также в США и Канаде свыше 90 % случаев госпитализаций в психиатрические стационары осуществлялось на добровольной основе.
Значительную роль в изменении отношения общества к психиатрии и душевнобольным сыграли общественные организации так называемых потребителей психиатрической помощи (ассоциации психически больных и их родственников), ставшие мощным и очень влиятельным движением в психиатрии. Деятельность этих организаций направлена на защиту интересов и прав лиц с психическими расстройствами, их социальную поддержку, привлечение внимания общества к их нуждам и преодоление стигматизации.
В СССР отсутствовали какие бы то ни было законодательные гарантии прав лиц с психическими расстройствами, в связи с чем любой психиатрический пациент мог быть недобровольно госпитализирован без судебной процедуры по просьбе его родственников, начальника на работе или по указаниям районного психиатра. Это создало предпосылки для массовых злоупотреблений в области психиатрии, в том числе для подавления несогласных с политическим режимом.
Советская психиатрия была в значительной мере сосредоточена на изоляции психически больных людей от общества и осуществлении постоянного контроля над ними. Многие люди годами или даже десятилетиями пребывали в психиатрических учреждениях, находясь под воздействием тяжело переносимых препаратов. Использовались излишне расширенное понятие «социальной опасности» и более широкие критерии диагностики шизофрении, чем в западных странах. Характерно было преобладание больничной помощи; неоптимально организованная внебольничная психиатрическая помощь была не в состоянии удовлетворить потребности населения в альтернативных видах психотерапевтической и психосоциальной помощи, по сути лишая многих пациентов с пограничными психическими расстройствами права выбора и сузив реальные возможности получения психиатрической помощи до уровня психиатрического стационара.
В советском обществе люди с психическими заболеваниями представляли собой чрезвычайно стигматизированную группу населения. Десятилетиями в СССР вопросы психиатрии освещались в средствах массовой информации лишь очень скудно, благодаря чему сохранялся сложившийся ранее в общественном сознании негативный стереотип о психически больном и его месте среди окружающих.
Люди с диагнозами психических расстройств, вне зависимости от степени их тяжести, в СССР состояли на учёте в психоневрологических диспансерах (ПНД). При этом необходимо было регулярно показываться в диспансере, и сняться с учёта такому человеку было почти невозможно:234. Имела место практика поголовного «взятия на учёт» всех лиц с нарушениями психической деятельности, попавших в поле зрения психиатра, независимо от их желания. Процент советских граждан, состоящих на учёте, со временем возрастал. К 1987 году 10 миллионов человек находилось на учёте в психоневрологических диспансерах.
Сам факт пребывания на учёте зачастую приводил к социальным ограничениям и пожизненной стигме. По сравнению с другими гражданами человеку, состоящему на учёте, было труднее получить жильё и устроиться на работу; возникали сложности с тем, чтобы получить водительские права, поехать в санаторий, обменять квартиру и пр. Исполнительный директор Независимой психиатрической ассоциации Любовь Виноградова отмечает, что обычны были случаи, при которых человек с психическим расстройством «не мог водить машину, не мог ездить за границу, не мог выполнять те или иные виды профессиональной деятельности, не мог учиться в вузах».
Любая организация могла обратиться в диспансер с запросом о том, состоит ли человек на психиатрическом учёте, и в случае положительного ответа человек подвергался дискриминации. В частности, существовало понятие «нецелесообразность переписки»: психоневрологические диспансеры в нарушение всех норм врачебной этики сообщали без каких-либо ограничений, что гражданин состоит на учёте в ПНД и, следовательно, переписка с ним в ответ на его жалобы нецелесообразна.
Учёт в психоневрологических диспансерах был отменён в 1991 году; с него было снято, по различным оценкам, до полутора миллионов человек.
Чтобы исключить возможность злоупотреблений и нарушений прав лиц с психическими расстройствами, в 1992 году в Российской Федерации был принят Закон «О психиатрической помощи и гарантиях прав граждан при её оказании», определяющий условия и порядок госпитализации, порядок судебного рассмотрения вопроса о госпитализации. Тем не менее чёткое определение понятия «тяжёлое психическое расстройство», служащего одним из необходимых критериев недобровольной госпитализации, отсутствует, как отсутствует и доказательная процедура при проведении судебного разбирательства. Это приводит к фактической возможности недобровольной госпитализации любого человека, страдающего психическим расстройством, либо же просто лица с аномальным поведением.
В Японии лица с психическими расстройствами традиционно подвергались сильной стигматизации и дискриминации, приводившей к полной их изоляции от общества. Сотни законов и нормативных актов дискриминировали душевнобольных: в частности, им запрещён был доступ в бассейны, общественные бани, музеи искусства, к историческим памятникам, запрещена возможность участвовать в местных собраниях и т. п. Люди с психическими нарушениями лишены были возможности заниматься многими видами профессиональной деятельности. К 1980-м годам в газетных статьях, книгах и медицинских журналах появились публикации о многочисленных нарушениях прав пациентов японских психиатрических стационаров. Благодаря Закону о психическом здоровье, вступившему в силу 31 июля 1988 года, ситуация с правами пациентов японских психиатрических клиник значительно улучшилась. Однако стигма психической болезни в Японии сохранилась; сохраняются проблемы с негативным отношением к душевнобольным на уровне общества и государственных институтов.
В Италии в последние десятилетия XX века в результате реформы системы психиатрической помощи к душевнобольным было сформировано терпимое отношение, они живут и работают среди нормальных людей.

## Законодательные гарантии прав лиц с психическими расстройствами, международные документы и этические принципы в сфере психиатрии
В соответствии с положениями Всеобщей декларации прав человека, Международного пакта об экономических, социальных и культурных правах и Международного пакта о гражданских и политических правах, лица, страдающие психическими расстройствами, обладают всеми гражданскими, экономическими, социальными и культурными правами. В этих документах закреплены право на здоровье (подразумевающее также право доступа к услугам по реабилитации), право на защиту человеческого достоинства, право на участие в жизни общества, право на свободу и личную неприкосновенность, право лиц с какой-либо формой инвалидности на защиту своих прав от возможной дискриминации.
На лиц, страдающих психическими расстройствами, распространяется также ряд специализированных документов ООН: Декларация о правах умственно отсталых лиц (1971 г.), Декларация о правах инвалидов (1975 г.), Свод принципов защиты всех лиц, подвергаемых задержанию или заключению в какой бы то ни было форме (1988 г.), Принципы защиты психически больных лиц и улучшения психиатрической помощи (1991 г.), Конвенция о правах инвалидов (2008 г.). Принципы защиты психически больных лиц и улучшения психиатрической помощи стали рамочной основой для развития законодательства в области психического здоровья во многих странах; они устанавливают стандарты лечения и содержания пациентов в психиатрических клиниках и служат защитой против необоснованного недобровольного содержания людей в такого рода учреждениях. Согласно Принципам, каждый человек, страдающий психическим заболеванием, имеет право, насколько это возможно, жить и работать в обществе. В Принципах утверждается, что обстановка и условия жизни в психиатрическом учреждении
должны быть в той мере, в какой это возможно, приближены к условиям нормальной жизни, включать возможности для проведения досуга и отдыха, возможности для вероисповедания, для получения образования и профессиональной реабилитации.
Право пациентов на информированное согласие при недобровольной госпитализации специально оговорено стандартами Европейского комитета по предупреждению пыток и бесчеловечного или унижающего человеческое достоинство обращения или наказания. Согласно этим стандартам, «принудительное помещение лица в психиатрическое учреждение не должно истолковываться как разрешение на проведение лечения без его согласия. Из этого следует, что любому вменяемому пациенту, добровольному или недобровольному, должна быть предоставлена возможность отказаться от лечения или какого-либо другого медицинского вмешательства. Любое отступление от этого фундаментального принципа должно иметь законные основания и применяться только в ясно и чётко определённых исключительных обстоятельствах».
Европейская Конвенция о защите прав человека и основных свобод (1950), ратифицированная Россией в 1998 году, позволяет лицам с психическими расстройствами (в том числе признанным недееспособными) обращаться в Европейский суд по правам человека, если они считают свои права нарушенными.
Согласно статье 5 Закона РФ «О психиатрической помощи и гарантиях прав граждан при её оказании», «лица, страдающие психическими расстройствами, обладают всеми правами и свободами граждан, предусмотренными Конституцией Российской Федерации и федеральными законами. Ограничение прав и свобод граждан, связанное с психическим расстройством, допустимо лишь в случаях, предусмотренных законами Российской Федерации». В Законе сформулированы принципы, касающиеся добровольности психиатрической помощи, прав граждан, страдающих психическими расстройствами, понятия врачебной тайны и мер по её сохранению, требования согласия на лечение и права отказа от него, мер по социальной защите лиц с психическими расстройствами, описаны условия и порядок проведения недобровольной госпитализации, условия и порядок обжалования действий по оказанию психиатрической помощи и др.
В ст. 5 федерального закона «Об основах охраны здоровья граждан в Российской Федерации» отмечается: «Государство обеспечивает гражданам охрану здоровья независимо от пола, расы, возраста, национальности, языка, наличия заболеваний, состояний» и др., а также «гарантирует гражданам защиту от любых форм дискриминации, обусловленной наличием у них каких-либо заболеваний».
Этические принципы в сфере психиатрии определяются Гавайской декларацией (принятой в 1977 году Всемирной психиатрической ассоциацией), Кодексом профессиональной этики психиатра (принятым в 1994 году на Пленуме Правления Российского общества психиатров), Мадридской декларацией по этическим стандартам в области психиатрической практики (принятой Всемирной психиатрической ассоциацией в 1996 году), декларирующими гуманное, уважительное отношение врача к пациенту, отсутствие тех или иных проявлений дискриминации, взаимное согласие при терапевтическом вмешательстве, соблюдение принципа информированного согласия, применение недобровольного лечения лишь в строго оговорённых случаях, недопустимость нанесения морального, физического или материального ущерба. Мадридская декларация намечает этические ориентиры в новых ситуациях, ставших актуальными со времени принятия Гавайской декларации: содержит рекомендации по поведению психиатров и отношению к эвтаназии, пыткам, смертной казни, смене пола и трансплантации органов. Согласно дополнениям к Мадридской декларации, принятым в 1999 году, психиатры в своих контактах со СМИ обязаны представлять лиц с психическими расстройствами таким образом, чтобы не ущемлять их достоинство, не допускать вмешательства в частную жизнь, обязаны выступать в защиту лиц с психическими расстройствами и способствовать уменьшению стигматизации и дискриминации. В дополнениях также говорится, что психиатры не должны делать заявлений в СМИ насчёт предполагаемой психической патологии кого-либо.

## Нарушения прав отдельных категорий лиц с психическими расстройствами

### Нарушения прав пациентов психиатрических стационаров
Ситуация в РФ
В профессиональном сообществе распространены представления, согласно которым психиатрические больницы должны представлять собой «режимные» учреждения, где должны существовать правила, отличающие их от соматических стационаров. Такие стереотипы часто приводят к жёстким ограничениям, которые распространяются на всех пациентов, в том числе и находящихся в психиатрических стационарах добровольно: невозможность отказа от лечения, невозможность выйти на прогулку без сопровождения персонала, отказ в праве пользоваться телефоном, в том числе и собственным мобильным, запрет на встречи с друзьями, цензура при переписке и т. п. Ещё одно дискриминирующее следствие этих взглядов: запрет всем пациентам психиатрических стационаров (равно как и бывшим пациентам) просмотра медицинской документации и ознакомления с историей своей болезни, а также получения выписок из неё.
Во многих российских психиатрических больницах отмечается дефицит продуктов, вплоть до одноразового питания и до вынужденного голодания пациентов; нехватка одежды, постельного белья, медицинского оборудования. От нехватки продуктов порой вынуждены страдать и дети; в 1999 году в СМИ получил широкую известность случай, когда в детском учреждении у большинства детей был выявлен большой дефицит веса (в частности, девятилетняя девочка весила 6,4 кг, потеряв за три года свыше 11 кг). Некоторые больницы переполнены: число пациентов значительно превышает количество койко-мест. Жизненное пространство пациента в некоторых стационарах составляет 2—2,5 м², а иногда и 1,5 м². Не реализуется право пациентов на уединение. Из-за недостатка финансирования у пациентов порой развиваются тяжёлые соматические заболевания, такие как туберкулёз. Отмечаются нарушения санитарно-гигиенических норм, приводившие к распространению педикулёза, дизентерии. По причине нехватки новейших психотропных препаратов, а также корректоров многие больные, принимающие антипсихотики, страдают от экстрапирамидных расстройств.
Зачастую пациенты жалуются на грубое обращение персонала. В некоторых российских стационарах, из-за нехватки младшего медицинского персонала, обусловленной тяжёлыми условиями труда, низкой зарплатой и непрестижностью такого рода деятельности, на работу принимались лица с криминальным прошлым, страдающие алкоголизмом. В результате нередки случаи агрессии по отношению к пациентам.
Пациенты часто используются как бесплатная рабочая сила при ремонте, уборке помещений и территории больницы, разгрузке автомашин, переноске тяжестей, для работы в прачечной, на кухне. Если пациенты заняты на работе в лечебно-трудовых мастерских или в подсобном хозяйстве больницы, оплата их труда обычно носит символический характер.
Предусмотренная законодательством служба защиты прав пациентов, находящихся в психиатрических стационарах, не существует; пациенты часто лишены возможности обращаться к адвокату, вести свои дела в суде, а также иным образом отстаивать свои права. Обычно у них нет возможностей для сбора доказательств, опровергающих мнение врачей стационара о необходимости госпитализации. Отсутствует и возможность реализации права пациента на независимое психиатрическое заключение, обозначенного в Принципе 18 Принципов защиты психически больных лиц и улучшения психиатрической помощи.
В большинстве регионов России недобровольная госпитализация в психиатрические больницы происходит с многочисленными нарушениями законодательства. Характерно поверхностное рассмотрение судами заявлений о недобровольной госпитализации, в упрощённом порядке, «конвейерным методом». Адвокаты нередко занимают по делу позицию, противоположную позиции своего подзащитного, что является безусловным нарушением права на защиту и противоречит Кодексу профессиональной этики адвоката. Нередко не обеспечивается участие в судебном заседании самого пациента или его представителя. Нередко пациента даже не извещают о будущем судебном заседании. Показания сослуживцев, друзей, соседей, которые могут подтвердить адекватное психическое состояние госпитализируемого, не учитываются, равно как и письменные доказательства: документы, свидетельствующие о том, что человек работает, учится, совершает сделки, ведёт общественную деятельность и пр. Зачастую с первого же дня пребывания в стационаре пациенту вводятся тяжело переносимые психотропные препараты, поэтому, если он всё же предстаёт перед судом, усомниться в тяжести его психического состояния бывает сложно. Субъективной нередко является и оценка степени опасности, выступающей в качестве повода для недобровольной госпитализации.
О решении суда пациентов во многих больницах не информируют; судебное решение, как правило, не вручают. Кассационные жалобы подаются пациентами крайне редко: находясь в стационаре, пациент обычно не может получить квалифицированную юридическую помощь и подготовить жалобу. Пациентов часто лишают возможности видеться с адвокатом или другими выбранными ими представителями, принимать представителей правозащитных организаций.
В психиатрических больницах РФ часто нарушались сроки освидетельствования, сроки направления заключения комиссии врачей в суд, сроки рассмотрения судами заявлений о недобровольной госпитализации, в результате чего пациенты порой находились в стационаре свыше месяца без санкции суда. После принятия Конституционным судом РФ Определения от 5 марта 2009 года о том, что не допускается «принудительная госпитализация лица в психиатрический стационар на срок свыше 48 часов без судебного решения», некоторые стационары существенно ускорили процесс оформления недобровольной госпитализации — в результате врачебные освидетельствования проводятся излишне формально, в день стационирования. Случаи, когда с момента задержания гражданина и его недобровольного помещения в психиатрическую больницу прошло 48 часов, а решения суда, разрешающего недобровольную госпитализацию, у администрации стационара всё ещё нет, но гражданин при этом не выпущен на свободу, следует квалифицировать как преступление по статье 128 УК РФ, которая предусматривает уголовную ответственность за незаконное помещение лица в психиатрический стационар. Тем не менее на практике «48-часовое правило» порой игнорируется и не соблюдается: так, в Калужской областной психиатрической больнице, по утверждению её главного врача, граждане нередко лишаются свободы на срок от 8 до 12 дней до судебного решения.
Помимо случаев, когда недобровольное стационирование осуществляется через суд, нередки случаи косвенного принуждения, различных способов давления врачом на пациента, чтобы избежать судебной процедуры при госпитализации, и случаи согласия вследствие неинформированности. В частности, пациенты подвергаются давлению и запугиванию в приёмном отделении; приводится аргумент, что при санкции суда лечение будет продолжаться не менее полугода; в результате пациент вопреки собственному желанию ставит на специальном бланке или в истории болезни подпись о согласии. Нередки также случаи фальсификации согласия на госпитализацию и лечение.
Попытки обжаловать действия врачей, оспорить применение мер физического стеснения и изоляции или ограничения в правах приводят к противоположным результатам: запреты и ограничения продлеваются, и к ним добавляются новые. Игнорируется право пациентов подавать без цензуры заявления и жалобы в органы власти, прокуратуру или суд. В некоторых больницах цензуре подвергается не только исходящая корреспонденция пациентов, но и входящая.
В психиатрических больницах пребывает немало пациентов, находящихся там не по медицинским, а по социальным показаниям, в том числе и из-за конфликтных отношений с членами семьи, с которыми они проживают, отсутствия жилья или необходимых документов, отсутствия или дефицита навыков самостоятельного проживания, утраты социальных связей, отсутствия средств к проживанию. Такие больные часто являются «пациентами-хрониками», то есть пребывающими в стационаре длительное время, вследствие чего у них развивается госпитализм. По данным на 2009 год, свыше 20 % коечного фонда в психиатрических больницах России было занято пациентами, находящимся в стационаре более 1 года (в ряде регионов это число достигало 40 и более процентов). Наличие множества пациентов-хроников существенно определяет атмосферу учреждений, снижая их реабилитационный и терапевтический потенциал. В ряде случаев для устранения факторов, влияющих на нахождение таких пациентов в стационаре, были бы эффективны психосоциальные меры, которые помогли бы этим пациентам выписаться из больницы.
В ходе мониторинга нарушений прав людей с психическими расстройствами, который был проведён в 2011 году группой региональных общественных организаций инвалидов, 52 % пациентов психиатрических учреждений указали, что их права в этих учреждениях не соблюдаются. 83 % респондентов, в том числе члены семей граждан с психическими расстройствами, оказались недовольны качеством оказанной психиатрической помощи; большинство из них выразили недовольство отсутствием возможности выбора лечащего врача и (или) лечебного учреждения.
Ситуация в других странах
В 2007 году отмечалось, что, по данным ВОЗ, более 50 % всех пациентов в ряде стран Восточной Европы продолжают проходить лечение в крупных психиатрических больницах, в некоторых из них наблюдается высокий уровень смертности из-за низкого качества медицинской помощи, нарушений прав человека и нарушений неприкосновенности личности.
Согласно результатам мониторинга, проведённого в 2010 году крымской ячейкой Всеукраинской общественной организации инвалидов и потребителей психиатрической помощи «ЮЗЕР», в психиатрических больницах Крыма наблюдались такие проблемы, как несоблюдение государственных строительных норм (в Евпаторийской психо-наркологической больнице жизненное пространство одного пациента составляет от силы 1 м2), грубое, неуважительное отношение медицинского персонала (физическое насилие, оскорбления, угрозы и т. п.), несоблюдение санитарно-гигиенических норм, отсутствие возможности для прогулок, применение излишне жёстких мер физического стеснения (обматывание мокрой простынёй) и др.
В 2015 году на Украине наблюдатели Национального превентивного механизма против пыток — органа, работающего совместно с офисом омбудсмена, — заявили, что пациенты психиатрических больниц и психоневрологических интернатов Украины живут в условиях, которые, с точки зрения международного опыта, приравниваются к жестокому обращению и пыткам. Так, в Левоньковской психиатрической больнице в 2015 году на питание пациентов выделялось 6,56 гривен в день. Тогда же отмечалось, что площадь на одного человека в этой больнице составляет 2,2 м². Туалетом в отделениях мог пользоваться только медперсонал, а пациенты даже в зимнее время вынуждены были пользоваться уличным туалетом без двери. Отмечалось также, что постельное белье в Левоньковской больнице грязное, пациенты неопрятны.
По словам председателя Центра информации о правах человека Татьяны Печончик, в Левоньковской психиатрической больнице пациенты находятся по 20—30 лет; Печончик также указала, что пациенты больницы недоедают и вынуждены покупать хлеб на свои остатки пенсии, часть которой используется персоналом для нужд учреждения.
С. Глузман, президент Ассоциации психиатров Украины, отмечал: «…Если вы идете по территории психлечебницы и видите трясущегося и еле двигающегося человека, то знайте: до такого состояния его довела не болезнь, а советские методы лечения, до сих пор применяемые на Украине». В 2015 году С. Глузман указывал, что пациенты психиатрических стационаров Украины голодают, «кое-где кормят на 2—3 гривни в день. И с медикаментами, даже с дешевыми и малоэффективными, большая проблема».
Мониторинг, проведённый в 2009—2010 гг. в психиатрических стационарах Казахстана астанским филиалом Казахстанского международного бюро по правам человека и соблюдению законности, выявил следующие проблемы: недостаточная площадь палатных помещений из расчёта на 1 пациента (от 1,6 м2) и переполненность стационаров; недостаток туалетов, душей и умывальников (пациенты лишены уединения при отправлении физиологических потребностей, не могут регулярно принимать душ); жестокое обращение (оскорбления, грубость, избиения, угрозы, наказания и т. п.); ограничения контактов с внешним миром, необоснованные ограничения встреч с родственниками, знакомыми; цензурирование писем пациентов; отсутствие условий для реализации права пользоваться телефоном; нарушения прав пациентов на применение качественных, эффективных и безопасных лекарственных средств (многие пациенты отмечали побочные эффекты от принимаемых медикаментов); в подавляющем большинстве случаев стационары не обеспечивают пациентов одеждой, в том числе тёплой в холодное время года, а также необходимыми туалетными и гигиеническими средствами:10,41—42,102,104,105.
В 2019 году офис Народного защитника Грузии (грузинского уполномоченного по правам человека) опубликовал доклад по результатам визита в психиатрическую больницу Бедиани. В докладе отмечалось, что палаты больницы переполнены и многим пациентам негде хранить личные вещи, двери туалетов не закрываются, пациенты вынуждены пользоваться общей мочалкой и иногда вместе принимать душ. Поскольку в системе психиатрической помощи Грузии свыше половины бюджета расходуется на стационары, люди, нуждающиеся в постоянной поддержке и уходе или не имеющие собственного жилья, часто вынуждены находиться в стационарах пожизненно — не по медицинским показаниям, а по социальным причинам. По данным доклада Народного защитника, 64 из 158 пациентов больницы Бедиани пребывали там свыше пяти лет, а половина из этих 64 пациентов находились в этой больнице более 11 лет.
В том же году грузинские власти, признав нарушения прав человека в психиатрической больнице Бедиани, закрыли её. Большинство пациентов больницы были переведены в Национальный центр психического здоровья в селе Кутири, где также тяжёлые условия содержания: массивные железные двери палат, обычно запертые; залитые цементом огороженные площадки для прогулок; применение физических мер стеснения и избиения; низкое качество оказываемой медицинской помощи.

### Нарушения прав пациентов психоневрологических интернатов
Ситуация в РФ
В авторитетных публикациях нередко отмечались массовые нарушения прав граждан, проживающих в российских психоневрологических интернатах (ПНИ): нарушения прав на трудоустройство и трудовую реабилитацию, на систематическое обучение, на получение выписки, интеграцию в общество, самостоятельное проживание, собственную семью. Случаи выписки из психоневрологических учреждений оказываются единичными; попав в психоневрологический интернат, пациенты обычно проживают там всю жизнь.
Если в психоневрологический интернат помещено недееспособное лицо, его опекуном на практике становится администрация учреждения, и её действия никем не контролируются, так как она одновременно является и заказчиком, и исполнителем услуг — конфликт интересов, запрещённый в большинстве стран мира. В частности, если родитель или прежний опекун не может полноценно заботиться о человеке и вынужден поместить его в интернат, он полностью лишается возможности представлять его интересы, контролировать реализацию его прав, так или иначе участвовать в его судьбе.
Процедура помещения недееспособных лиц в психоневрологические интернаты практически везде проводится с грубыми нарушениями российского законодательства: граждан, признанных недееспособными, помещают в интернат без их согласия и не обращаются в суд за получением разрешения на недобровольное помещение, хотя Конституционный суд РФ в Определении от 5 марта 2009 года по жалобе Ибрагимова разъяснил, что процедура помещения недееспособных граждан в психоневрологический интернат должна быть аналогичной процедуре их помещения в психиатрический стационар, то есть в случае несогласия лица с психическим расстройством осуществляться только по решению суда.
Частыми являются такие нарушения прав проживающих в ПНИ, как лишение свободы передвижения внутри учреждения (запертые этажи, невозможность выйти на прогулку во двор или в гости в соседнее отделение); отсутствие возможности связаться с внешним миром (нет стационарных телефонов); насильственное помещение в изоляторы на длительный срок; лишение возможности ознакомиться с личным делом и медицинской картой; неоказание необходимой медицинской помощи; снисходительное или пренебрежительное отношение персонала к проживающим; отсутствие личных вещей и мест для их хранения; отсутствие возможности уединиться, личного пространства; отсутствие условий для жизни семейных пар, а также для личной «взрослой» жизни людей без потери человеческого достоинства; отсутствие возможности выбирать пищу, одежду, соседей по комнате и т. д.; отсутствие технических средств реабилитации (инвалидных колясок) и реабилитационных мероприятий для так называемых «лежачих» (маломобильных) проживающих; невозможность для маломобильных жителей передвигаться даже по палате или коридору (персонал не хочет или не успевает их вывозить); ограничения посещений пациентов родственниками, знакомыми, представителями благотворительных организаций, общественными наблюдателями.
Проживающим ПНИ чаще всего не оказывается необходимая им медицинская помощь: медицинские услуги в большинстве психоневрологических интернатов находятся на низком уровне либо же не предоставляются вообще. Медики, работающие в интернатах, фактически не входят в систему здравоохранения, будучи подчинены директорам ПНИ. По данным проверок Роструда, «в интернаты, которые находятся далеко от крупных городов, трудно вызвать скорую», при том что в интернатах постоянно проживают инвалиды 1 и 2 групп. По данным Общероссийского народного фронта (проект «Регион заботы»), многие люди, пребывающие в интернатах на так называемом постельном режиме, постоянно испытывают болевой синдром из-за отсутствия медицинской помощи и привязывания к кровати.
Питание в интернатах, как правило, невкусное и скудное; многие жители ПНИ лишены возможности выпить чай, отсутствуют или недоступны и кулеры с питьевой водой, что приводит к развитию обезвоживания у проживающих. Одежда выдаётся проживающим в интернатах без учёта размеров и предпочтений.
Нередко запрещается свободный выход проживающих с территории ПНИ — например, выход допускается только в сопровождении персонала. Между тем действующее законодательство не допускает принудительного удержания лиц, проживающих в ПНИ, по решению администрации: ограничение свободы, согласно ст. 22 Конституции РФ, может допускаться только по решению суда в предусмотренных законом случаях. Кроме того, в соответствии со ст. 92 Жилищного кодекса РФ психоневрологический интернат — это специализированный жилой фонд, и потому создание в интернате режима психиатрической больницы неправомерно. Условия проживания в интернате, в том числе и режим, должны быть максимально приближены к домашним.
Хотя, по оценке главного психиатра Минздрава РФ профессора Зураба Кекелидзе (приведенной в статье, которая опубликована в 2020 году), почти 40 % людей, проживающих в психоневрологических интернатах, способны к труду, наблюдаются проблемы с их трудоустройством и трудовой адаптацией. Те из проживающих в ПНИ, кто работает в лечебно-трудовых мастерских, получают при этом очень низкую заработную плату, несмотря на то что заняты кропотливым и непростым ручным трудом. Низкую зарплату получают также и жители ПНИ, трудоустроенные в штат интернатов: официально они работают по 6—8 часов в день, но, согласно их трудовым документам, трудоустроены лишь на 0,1—0,3 ставки.
По данным на 2020 год, 46 % жителей психоневрологических интернатов лишены даже начального образования. Почти половина жителей ПНИ (около 70 тысяч) не умеют читать, писать и считать. Более 60 % не имеют навыков самостоятельной жизни, не могут себя обслуживать, не умеют пользоваться деньгами.
Лицам, проживающим в психоневрологических интернатах, бывает очень сложно без посторонней помощи отстаивать свои права, если возникают разногласия с руководством учреждения по самым простым бытовым вопросам: покупка продуктов, одежды, бытовой техники на деньги подопечных, расселение по палатам и др. Ограничения основных прав (на посещения, общение, пользование средствами связи, личными вещами) нередко применяются как меры управления проживающими в интернате.
Нередко в случаях, когда пациенты психоневрологических интернатов обращаются в общественные организации за защитой своих прав, сотрудники интернатов применяют к ним жёсткие меры: ограничивается свобода передвижения, изымается мобильный телефон, человек направляется на лечение в психиатрическую больницу. К членам семьи и представителям общественных организаций тоже применяют незаконные меры: ограничение или запрещение свиданий, непредоставление информации и пр.
Правозащитными организациями и уполномоченными по правам человека отмечались факты унизительного и жестокого обращения с пациентами психоневрологических интернатов, факты использования для наказания сильнодействующих и обладающих тяжёлыми побочными эффектами психотропных средств и принудительного направления на лечение в психиатрические стационары при отсутствии объективных оснований для госпитализации.
Широкую огласку получили, вызвав бурную реакцию общественности и обсуждение в СМИ, случаи принудительной медицинской стерилизации женщин, проживающих в психоневрологических интернатах Пермского края и признанных недееспособными (первоначально сведения об этих случаях были опубликованы в докладе Уполномоченного по правам человека в Пермском крае Татьяны Марголиной, 2008). Стерилизация проводилась в нарушение законодательства, которое предусматривает её проведение исключительно на добровольной основе или же в судебном порядке. В статье, опубликованной на сайте Независимой психиатрической ассоциации России, говорилось по этому поводу:
С правовой точки зрения, администрация интерната должна была подать в суд заявление о разрешении на стерилизацию. Тогда вопрос о каждой женщине решался бы в индивидуальном порядке, с привлечением специалистов других учреждений, в процессе судебного разбирательства и т. п., на основе анализа всей имеющейся информации, включая медицинскую, и с обязательным учетом психического здоровья женщины, его прогностической оценки. Однако путь это долгий и хлопотный, да и кому в голову придет, что в отношении недееспособных нужно получать еще какое-то дополнительное разрешение, если опекун — а это администрация интерната — согласен. С точки зрения администрации, медицинская стерилизация проводилась как бы добровольно. А мотивация — «чтобы психов не рожали» — как указано в докладе Уполномоченного, говорит сама за себя. Недееспособные в России не имеют права ни на что. Между тем, кто-то из этих женщин может со временем восстановить свою дееспособность, а способность к деторождению утеряна уже навсегда.
В том же докладе Т. Марголиной подробно была освещена ситуация с другими нарушениями прав пациентов, проживающих в психоневрологических интернатах Пермского края: так, указывалось, что проживающие зачастую не получают адекватной медицинской помощи, в результате чего были случаи смерти от тяжёлых соматических заболеваний (перитонит, миокардит, пневмония, менингит); в четырёх интернатах не было организовано диетическое питание для пациентов с хронической патологией желудочно-кишечного тракта; характерна однообразность питания и нехватка в рационе некоторых продуктов, таких как мясо, свежие фрукты, яйца. В докладе отмечались грубые нарушения норм трудового законодательства при организации труда (отсутствие денежного вознаграждения), несоответствие жилищных помещений санитарным и техническим требованиям, отсутствие личного жизненного пространства, неприкосновенности и приватности жилища, а также другие существенные нарушения прав проживающих.
Упоминая о нарушениях прав в психоневрологических интернатах, Уполномоченный по правам человека в Российской Федерации О. О. Миронов отмечал в своём докладе за 1999 год, что «обстановка в этих учреждениях далека от нормального состояния» — в частности, по сведениям Общества родственников душевнобольных «Поддержка», в московском психоневрологическом интернате № 23 пациентам запрещается иметь какие бы то ни было вещи, включая карандаши и книги; в палатах, закрывающихся металлическими дверями с окошками тюремного типа, отсутствуют даже тумбочки и стулья. В подмосковном интернате «Денежково» отмечались случаи, когда пациенты падали в голодные обмороки.
В 2013 году государственной комиссией, проводившей проверку Звенигородского психоневрологического интерната, указывались нарушения санитарных норм жилой площади: вместо положенных 6—7 м2 в некоторых палатах площадь не превышает 2,5—3 м2 на одного человека, кровати находятся близко, порой без какого-либо расстояния друг от друга; отсутствуют тумбочки для хранения личных вещей. С проживающих незаконно и безосновательно взималась так называемая «единовременная выплата», составляющая до 75 % всех получаемых ими средств, помимо положенных 75 % от пенсии. В интернате много инвалидов с ограничением движения, но коляски есть далеко не у всех из них, остальные — «лежачие», постоянно находятся в постели. В одном из отделений есть комната, носящая название надзорной, или наблюдательной, палаты; проживающие называют эту комнату карцером и утверждают, что туда помещают в качестве наказания.
Общественная проверка в том же интернате, инициированная членом Общественной палаты РФ Еленой Тополевой-Солдуновой и проведённая в ноябре — декабре 2014 года, выявила множество нарушений прав граждан: в частности, было обнаружено, что проживающих наказывали за любые провинности сильнодействующими препаратами и длительной изоляцией в карцере. В интернате были обнаружены так называемые «закрытые отделения» — одно для мужчин и одно для женщин; двери в эти отделения были постоянно заперты, и выход из закрытого отделения во двор или на другой этаж разрешался только во время организованных прогулок, в столовую или по разрешению персонала. В этих отделениях люди не получали пенсию, и какая-либо занятость для них, кроме просмотра телевизора, не была предусмотрена.
После проверок ситуация в Звенигородском психоневрологическом интернате существенно изменилась: сменилась администрация, в психосоматическом корпусе исчезли закрытые отделения, проживавшие там пациенты получили возможность выходить в столовую и на прогулки, произошли и другие изменения. Тем не менее многие нарушения в работе интерната, носящие системный характер и встречающиеся в большинстве российских ПНИ, сохранились — в частности, лежачие граждане по-прежнему лишены возможности покидать свои палаты.
В январе 2016 года член Общественной палаты РФ Елена Тополева-Солдунова совместно с Координационным советом по делам детей-инвалидов провели общественную проверку психоневрологического интерната № 30 в Москве. В отчёте по итогам проверки отмечалось, что в интернате свобода проживающих ограничивается без законных оснований: действует система пропусков, одноразовых и постоянных, при этом даже дееспособным лицам крайне трудно добиться пропуска (даже разового) для выхода из учреждения; существуют различные режимы содержания для разных «типов проживающих», в том числе режим ограничения свободы передвижения. В частности, обитательницы женского отделения милосердия на задававшийся в ходе общественной проверки вопрос, когда они в последний раз были на прогулке, отвечали: «Летом». Входные двери в большинстве отделений постоянно заперты; двери в некоторые палаты заперты снаружи. В отделениях, где находятся маломобильные граждане, отсутствуют инвалидные коляски, ходунки, вертикализаторы и др.; некоторые из проживающих проводят весь день в лежачем положении в кровати, одетые днём в ночные рубашки, и ничем не заняты.
Подавляющее большинство жильцов этого психоневрологического интерната, как показала проверка, лишены возможности пользоваться собственными (и пенсионными, и заработанными) деньгами. Одежда у них «общая», питание однообразное, поскольку работники интерната покупают стандартный набор продуктов, игнорируя пожелания проживающих. В большинстве комнат отсутствуют личные вещи (фотографии, картинки на стенах, книги и журналы, средства связи, очки, зубные протезы и т. п.). У многих жильцов интерната нет даже нижнего белья. Жильцам интерната не предоставляется психологическая, социальная и реабилитационная помощь. Дни и часы посещения жильцов интерната их знакомыми, друзьями, родственниками ограничены. Многие из жильцов необоснованно помещаются в изоляторы — как правило, по прибытии в учреждение после отпуска или после госпитализации; изоляторы при этом используются в качестве приёмно-карантинных отделений, что противоречит действующему законодательству. Такие изоляторы представляют собой маленькие комнаты на одно-два места, не содержащие мебели, кроме кровати, и запираемые снаружи на ключ. В январе 2016 года в изоляторе интерната № 30 покончила с собой, повесившись на больничном халате, пациентка интерната, которая провела 18 дней в одиночной изоляции безо всяких занятий.
Как и в Звенигородском ПНИ, в ПНИ № 30 были в ходе начавшейся реформы психоневрологических интернатов устранены некоторые проблемы, в частности создано приёмно-карантинное отделение и закрыты изоляторы на этажах, но многие из имевшихся проблем сохранились.
Ситуация на Украине
Частые нарушения прав в специализированных интернатах отмечаются также на территории Украины. По результатам мониторинга, проведённого в четырёх психоневрологических интернатах Украины в 2016 году при поддержке МИД Нидерландов, группы экспертов международного фонда «Глобальная инициатива в психиатрии» и офиса уполномоченного Верховной Рады Украины по правам человека, было обнаружено, что люди, проживающие в психоневрологических интернатах, отрезаны от окружающего мира, живут закрытой регламентированной жизнью; их социальные, моральные и личностные проблемы персонал пытается решить медикаментозным путём, подменяя индивидуальный подход к их потребностям дегуманизированным унифицированным уходом. Пациенты интернатов лишены возможности заниматься какой-либо осмысленной деятельностью, возможности получить психологическую поддержку и консультирование. Патерналистское отношение персонала к пациентом, господствующее в интернатах, приводит к стиранию индивидуальности пациентов, отсутствию у них свободного волеизъявления.
Мониторинг выявил и такие проблемы, как нехватка лишних вещей, нехватка медикаментов, отсутствие стоматолога, социальных работников, специалистов по реабилитации и по трудотерапии, отсутствие пандусов, достаточного количества инвалидных колясок и прочих технических средств, в некоторых случаях — размещение химических туалетов рядом с кроватями лежащих клиентов. Член мониторинговой группы Юлия Пиевская отметила, что «человек, попадая в интернат, полностью теряет свою личность, свой внутренний мир» и что руководитель мониторинговой группы Роберт ван Ворен назвал увиденное в психоневрологических интернатах «абсолютным злом».
По утверждению Андрея Федотова, главы крымской ячейки Всеукраинской общественной организации инвалидов и потребителей психиатрической помощи «ЮЗЕР», высказанному на пресс-конференции в 2010 году, крымские специализированные интернаты, где содержатся люди с физическими или психическими отклонениями, больше напоминают «концлагеря, только без газовых камер». По оценке Федотова, условия в таких интернатах значительно хуже, чем в психиатрических больницах: процветают использование рабского труда пациентов, избиения и изнасилования.
В 2015 году наблюдатели из Национального превентивного механизма против пыток описали случаи в Черниговской области, когда подопечные психоневрологических интернатов годами не выходили на улицу, не получали медицинской помощи, жили в грязи и спали в инвалидных колясках вместо кроватей. Так, одну женщину с опухолью в груди, находящуюся в Городнянском ПНИ, три года не осматривали врачи; при посещении ПНИ правозащитниками опухоль кровоточила. В том же ПНИ представители офиса омбудсмена стали свидетелями крайне небрежного ухода за больными: в отделении стоит запах мочи, женщины лежат без нижнего белья, у двух женщин из-за постоянного лежания образовались пролежни. В Любецком интернате для лечения каждого больного предусмотрено лишь 1,45 гривен в сутки; по словам Т. Печончик, на входе в отделение этого интерната нет ни одного пандуса, из-за чего многие люди не могут выйти на прогулку. В целом в ПНИ Черниговской области, по данным за 2015 год, предусмотрено около гривны в день на медикаменты и от 5 до 10 — на питание.

### Нарушения прав детей в психиатрии
В странах Европы основные принципы оказания помощи детям с психическими отклонениями — пребывание ребёнка в семье, помощь в максимально естественных и привычных условиях, при которой в реабилитации участвуют родители и другие члены семьи. Приоритет обычно отдаётся амбулаторной помощи и работе различного рода дневных реабилитационных центров, а не изоляции детей и госпитализации их в стационары. Российская же система образования и оказания медицинской помощи детям с психической патологией традиционно основана на эксклюзии (исключении больного ребёнка из общества). Это приводит к ситуации, когда дети с теми или иными психическими и поведенческими проблемами (от аутизма и умственной отсталости до сугубо психологических особенностей и проблем, обусловленных конфликтами в социальном окружении) излишне легко попадают в учреждения, изолирующие их от общества: психиатрические больницы, психоневрологические интернаты и спецшколы. Во многих случаях короткая 20-минутная беседа детского психиатра с ребёнком приводит к постановке психиатрического диагноза или решению о госпитализации, в дальнейшем — к заключению медико-педагогической комиссии о направлении ребёнка в специальную школу. Широко распространены случаи «социальных госпитализаций» из-за невозможности решить конфликты в окружении; зачастую дети с лёгкой умственной отсталостью из-за проблем, возникающих при обучении, оказываются в интернатах для тяжело больных детей. Возможности нормальной психологической коррекции, психосоциальной реабилитации, воздействия не только на психику ребёнка, но и на его социальное окружение (семью, учителей, других детей и т. п.) при существующей системе образования и медицинской помощи ограничены.
К изоляции детей с нарушениями психического развития в детских домах-интернатах часто приводят такие факторы, как приоритетная экономическая поддержка интернатных форм по сравнению с семейными; психологическое давление чиновников и медработников на родителей (вскоре после рождения ребёнка или впоследствии, как только выясняется, что у него есть нарушения психического развития) — попытки убедить их в необходимости отдать ребёнка в интернат; играют роль и отказ принимать этих детей в реабилитационные центры, детские сады, специальные (коррекционные) образовательные учреждения и т. п.; фактическое отсутствие специальных государственных реабилитационных учреждений для детей с серьёзными нарушениями психического развития. Ребёнку, оставленному в семье, государство предлагает обычно лишь медицинские услуги: госпитализацию его в психиатрический стационар либо же оказание медикаментозной помощи амбулаторно — невзирая на то, что проблемы такого ребёнка невозможно хоть сколько-нибудь серьёзно решить только медицинским путём, без специальных психолого-педагогических занятий.
В 1998 году Хьюман Райтс Вотч подготовила основанный на материалах российских правозащитных и благотворительных организаций, психиатров, психологов, журналистов, адвокатов доклад «Под опекой государства: дети страдают от жестокости и пренебрежения в государственных приютах», посвящённый ситуации в российских сиротских учреждениях. Согласно докладу, дети, оставшиеся без попечения родителей, подвергаются жестокой дискриминации из-за своего статуса сирот или «социальных сирот». В российском обществе глубоко укоренились предрассудки, что все брошенные родителями дети имеют какой-либо психический дефект и наследуют от родителей склонность к антиобщественному поведению; эти предрассудки распространяются даже на тех детей, у которых не наблюдается серьёзных физических и умственных недостатков, но от которых отказались из-за тяжёлого материального положения или неблагополучной обстановки в семье. Авторы доклада обнаружили в российской прессе «тревожно большое число упоминаний о том, что детей-сирот не считают людьми в полном смысле слова»; такого рода стереотипы присущи и работникам неспециализированных детских домов и психоневрологических интернатов. Отсутствие у ребёнка родителей или наличие врождённых нарушений, психических или физических, усугубляется частой гипердиагностикой (выставлением диагнозов «умственная отсталость», «энцефалопатия» и т. п., нередко необоснованным; в дальнейшем эти диагнозы, как правило, практически невозможно пересмотреть). Распространённые предубеждения в отношении детей-сирот приводят к тому, что в закрытых государственных учреждениях нуждами детей пренебрегают и наблюдается отставание их в развитии; дети лишены таких фундаментальных прав, как право на образование, индивидуальное развитие и охрану здоровья, официально ограничивается их участие в жизни общества.
Авторы доклада подробно описывают тяжёлые условия пребывания детей-сирот в домах ребёнка, детских домах и психоневрологических интернатах: бесчеловечное и унизительное обращение персонала, применение жестоких мер наказания и стеснения, необоснованное применение психотропных средств в дисциплинарных целях или ради седативного и снотворного эффекта. Отсутствует какая бы то ни было возможность развития и сенсорной стимуляции в «лежачих отделениях», где находятся дети с психическими нарушениями или с физическими недостатками (например, ДЦП, расщепление нёба); отмечается риск повышенной смертности и отсутствие адекватной медицинской помощи в интернатах для детей с диагнозом тяжёлой умственной отсталости, который порой ошибочно получают дети лишь с лёгкими нарушениями психического развития или только физическими недостатками. Авторами доклада отмечается, что после 1996 года, когда в СМИ стали широко публиковаться сведения о нарушениях прав сирот в закрытых учреждениях, в некоторых интернатах условия жизни детей улучшились, однако перемены происходят медленно, а доступ в интернаты для независимых правозащитных организаций и экспертов зачастую закрыт.
В январе 2014 года Комитет ООН по правам ребёнка в своём докладе о российской ситуации выразил обеспокоенность практикой необоснованной диагностики тяжёлых психических расстройств у детей с умеренными отклонениями в развитии, назначения психотропных препаратов вместо других видов терапии, практикой объявления детей «необучаемыми». Отмечалось отсутствие необходимых квалифицированных кадров и плохие условия жизни в учреждениях для детей с ограниченными возможностями, а также низкий процент детей с ограниченными возможностями в обычных школах (несмотря на новый Закон об образовании, который предусматривает инклюзивное образование). Комитет указывал на необходимость предотвращать случаи необоснованной госпитализации детей в психиатрические больницы, осуществляемой для наказания за плохое поведение.
В докладе «Брошенные государством: Насилие, отсутствие заботы и изолированность детей с инвалидностью в российских интернатах», выпущенном в 2014 году, Хьюман Райтс Вотч снова упомянула о регулярном и частом использовании седативных средств, обычно для обеспечения послушания или наказания ребёнка. Об этом представителям организации сообщили подавляющее большинство проинтервьюированных Хьюман Райтс Вотч детей и молодых людей, на тот момент живущих или ранее живших в закрытых учреждениях, и работники пяти из таких учреждений. Чаще всего в этих случаях использовался аминазин, приводивший к сонливости, крайней слабости, потере аппетита. Применялись и принудительная психиатрическая госпитализация в целях наказания за «плохое» поведение или чрезмерную активность; психологическое насилие в форме угрозы госпитализацией; удерживание персоналом в кроватях многих детей с психиатрическими и неврологическими диагнозами на протяжении всего дня ежедневно (в так называемых лежачих палатах; прогулки у таких детей были сведены к минимуму, им не давали вставать и ходить, передвигаться в кресле-коляске).

#### Дома-интернаты для детей с умственной отсталостью
По информации В. П. Лукина, Уполномоченного по правам человека в Российской Федерации с 2004 по 2014 год, в некоторых домах-интернатах дети страдают от физического и психологического насилия, жестокого обращения, эксплуатации и применения методов, унижающих человеческое достоинство. В целях наказания часто применяются сильнодействующие психотропные препараты (например, галоперидол, аминазин). Отмечались случаи, когда воспитанников заставляли выполнять бесплатно тяжёлую физическую работу: на подсобном хозяйстве, в свинарнике, а также на кладбище (выкапывание могил и захоронение умерших детей). Нарушается право детей, проживающих в домах-интернатах, на общедоступное дошкольное и основное общее образование в государственных и муниципальных образовательных учреждениях; количество воспитателей и учителей в некоторых домах-интернатах во много раз меньше нормативов, установленных Минобразованием РФ для проведения образовательной деятельности с умственно отсталыми детьми. Характерна практика разделения детей на категории «обучаемых» и «необучаемых»: по статистике, приведённой В. П. Лукиным в докладе за 2006 год, около 40 % воспитанников признаются не подлежащими обучению. Для таких детей не предусматривается какой-либо педагогический персонал, что приводит к нарушению их права на воспитание, отсутствию заботы, небрежному обращению.
Порой в домах-интернатах находятся дети, которые не должны пребывать в учреждениях этого типа, поскольку они не страдают умственной отсталостью в средней, тяжёлой или глубокой степени. В докладе за 2006 год В. П. Лукина отмечалось, что, к примеру, в Ново-Никольском детском доме-интернате проживает около 800 воспитанников, помещённых туда неправомерно: эти дети не имеют психических расстройств, связанных с утратой способности к самообслуживанию, не нуждаются в постоянном постороннем уходе (согласно действующему законодательству, необходимое условие помещения в закрытое психоневрологическое учреждение); они были принудительно переведены в этот дом-интернат из коррекционных учреждений системы образования в связи с плохой успеваемостью или проблемами поведения. Многие из таких детей — социальные сироты, что явилось причиной педагогической запущенности и отставания в развитии.
Характерное и широко распространённое нарушение прав воспитанников детских домов-интернатов — практика необоснованного лишения их дееспособности и (по достижении 18-летнего возраста) перевода в психоневрологические интернаты для взрослых на пожизненное проживание; обычно воспитанники, достигшие совершеннолетия, переводятся в интернаты для взрослых автоматически, в нарушение права на информированное согласие. Основные причины такого положения дел — трудности с предоставлением жилья и низкое качество реабилитационных программ.
В докладе «Брошенные государством…» Хьюман Райтс Вотч отмечает: «…в подавляющем большинстве случаев для детей с инвалидностью», находящихся в государственных учреждениях, попадание в закрытый психоневрологический интернат «после 18 лет практически неизбежно».

#### Детские дома
К Уполномоченному по правам человека в РФ и региональным уполномоченным поступает большое количество жалоб на необоснованное помещение воспитанников детских домов в психиатрические больницы и на применение психиатрического лечения в целях наказания за плохое поведение. Случаи такого рода освещались и в СМИ; в аналитических публикациях шла речь об отсутствии адекватного воспитательного подхода к сиротам с поведенческими нарушениями, возникающими зачастую вследствие психологических травм и педагогической запущенности, об отсутствии серьёзной психологической помощи, неумении рассматривать те или иные трудности в поведении детей как педагогическую, а не медицинскую проблему, об излишней закрытости российских сиротских учреждений, изолированности их от общества и независимого общественного контроля, о применении в качестве воспитательных мер запугивания, а также других значительных нарушениях прав.
Детдомовцев безосновательно помещают в психиатрический стационар для наказания за побеги и непослушание, иногда — чтобы завладеть жильём, которое полагается сиротам. «Им ставят первый психиатрический диагноз, и это основание для дальнейшего помещения человека в психоневрологический интернат, а на выходе их просто отправляют туда жить», — утверждает юрист И. Борисенкова. В случае с так называемыми трудными детьми, по мнению И. Борисенковой, воспитатели избавляются от необходимости работать с ребёнком, отправляя его в психиатрическую больницу.
В октябре 2009 года Следственный комитет РФ возбудил дело по части 2 статьи 128 Уголовного кодекса по факту принудительной госпитализации воспитанников Кимовского детского дома в Тульской области. Трёх детдомовцев недобровольно поместили в Тульскую областную психиатрическую больницу № 1, где им назначили сильные психотропные препараты. По словам одного из детдомовцев, воспитатели ему пояснили, что в психбольницу его отправляют за непослушание и в назидание другим детям. Об итогах расследования дела Следственный комитет не сообщал.
В 2010 году 20 из 72 детей-сирот, проживающих в детском доме Комсомольска-на-Амуре, были помещены в психиатрический стационар, где их подвергли лечению нейролептиками. Как обнаружила прокуратура города, этих детей направили в стационар для лечения «эмоциональных расстройств» без обследования комиссией врачей-психиатров или судебного решения. По словам детей, их предупреждали, что за плохое поведение их отправят в сумасшедший дом.
В 2013 году был выпущен снятый Еленой Погребижской документальный фильм «Мама, я убью тебя» о Колычевской спецшколе-интернате для детей с ограниченными возможностями, с диагнозом «олигофрения в стадии дебильности». В фильме было показано, как детей, в действительности не страдающих олигофренией, направляли на лечение в психиатрические больницы. Благодаря тому, что фильм посмотрела вице-премьер Ольга Голодец и рекомендовала его к просмотру профильным министрам, был уволен директор интерната, в стране пересмотрели психиатрические диагнозы 983 детям.

### Недееспособность
Наиболее уязвимая в правовом отношении категория населения — лица, признанные недееспособными. Существующий в России институт недееспособности и опеки, предназначенный для охраны прав и имущества лиц с психическими расстройствами, часто превращается в полную свою противоположность: в лишение всех прав, недопустимое вмешательство в личную жизнь. Будучи признан недееспособным, человек автоматически теряет большинство своих прав: право распоряжаться личным имуществом, местом жительства, участвовать в выборах, вступать в брак, воспитывать детей, выбирать род занятий:199, подавать заявления в органы государственной власти, местного самоуправления и др., самостоятельно совершать завещание, сделки, быть усыновителем:56—57. Без его согласия может быть произведено расторжение брака, усыновление его детей, обработка его персональных данных:57. Решения судов о признании человека недееспособным не пересматриваются с установленной в обязательном порядке периодичностью.
Несоответствие существующей системы международно-правовым стандартам было признано Европейским судом по правам человека (27 марта 2008 года в решении по делу «Штукатуров против России») и Комитетом ООН по правам человека (в решении от 22 октября 2009). В июне 2018 года Европейский суд по правам человека, рассмотрев жалобы шести россиян, которые заявили о нарушениях их прав при рассмотрении судами вопроса о дееспособности, обнаружил во всех шести случаях многочисленные нарушения основных прав граждан на справедливый суд, на частную жизнь и свободу. Постановлением от 27 февраля 2009 года Конституционный Суд РФ признал не соответствующим Конституции РФ ряд статей Гражданского процессуального кодекса и Закона «О психиатрической помощи и гарантиях прав граждан при её оказании», касающихся института недееспособности:191. В Постановлении отмечались массовые нарушения процессуальных прав граждан в делах о признании их недееспособными (как на стадии разбирательства, так и на стадии обжалования в кассационной и надзорной инстанциях) — в частности, судебные заседания проводились в отсутствие этих граждан, которые узнавали о своём правовом статусе значительно позже вынесенного решения и уже не могли ничего сделать для защиты своих прав.
C 1997 по 2007 год число судебно-психиатрических экспертиз на предмет признания гражданина недееспособным, производимых в год, удвоилось, а по сравнению с 1994 годом возросло в четыре раза; в 2007 году по России проведено 34 тысячи таких экспертиз. Процент судебно-психиатрических экспертиз, по которым эксперты рекомендуют признать гражданина недееспособным, стабилен и составляет в целом по России 94 %, в некоторых регионах (Томская область, Республика Тыва, Калмыкия) он достигает 100 %:198. Рост числа судебно-психиатрических экспертиз государственные эксперты связывают с увеличением количества имущественных сделок и необходимостью превентивных мер по недопущению совершения лицами, страдающими тяжёлыми психическими расстройствами, сделок, которые впоследствии могут быть признаны недействительными:58:198—199. Однако эти объяснения опровергаются самой же экспертной статистикой: риск последующего признания сделки, совершённой психически больным лицом, недействительной сравнительно мал; экспертиз по таким делам почти в 20 раз меньше, чем по делам о недееспособности (чаще всего их количество составляло 1400—1700 в год); кроме того, неспособными к совершению сделки обычно признаются менее половины всех подэкспертных:199. По свидетельству заместителя главврача по экспертизе Московской клинической психиатрической больницы им. Н. А. Алексеева Г. Г. Смирновой, при признании гражданина недееспособным эксперты, как правило, выносят своё заключение, имея в деле обычно лишь заявление, в котором психическое расстройство лица заведомо «утяжелено», и определение суда о назначении судебно-психиатрической экспертизы с приложением набора медицинской документации. В 90 % случаев данные о социальном статусе лица отсутствуют; суд выражает недовольство, когда эксперты просят суд «собрать дело»:199. На прошедшей в 2009 году конференции, посвящённой правовым и этическим проблемам психиатрической помощи, отмечалось, что суды зачастую отождествляют психическое расстройство с недееспособностью и не ставят перед экспертами задачу выяснить, в каких именно ситуациях лицо не может понимать значение своих действий и руководить ими.
Несовершенство существующей системы приводит к частым нарушениям прав недееспособных:201: например, к злоупотреблениям в целях присвоения имущества. Возможность злоупотреблений, в том числе присвоения недвижимости или другого имущества пациентов, возникает, в частности, со стороны психиатрических больниц, нередко выполняющих функции опекунов госпитализированных недееспособных лиц:430. Аналогичным образом недееспособные лица, помещённые в психоневрологические интернаты, являются бесправными в отношениях с этими учреждениями, выполняющими функции опекунов.
Именно отсутствие опекунов часто является единственной причиной помещения недееспособных граждан в интернаты. Между тем, согласно законодательству, принудительное помещение гражданина в учреждение социального обслуживания должно допускаться лишь в случае, если он лишён ухода и поддержки со стороны родственников или иных законных представителей и не способен самостоятельно удовлетворять свои жизненные потребности. Недееспособность сама по себе ещё не означает неспособности удовлетворять жизненные потребности (минимально ухаживать за собой, принимать пищу и т. п.). В определении от 19 января 2011 г. по жалобе А. И. Ибрагимова Конституционный Суд признал незаконной практику недобровольного помещения недееспособных граждан в психоневрологические интернаты без судебного контроля: согласно решению КС, процедура помещения в такие учреждения должна быть аналогична процедуре госпитализации в психиатрические больницы. Нарушением прав является ситуация, при которой решение в психоневрологический интернат принимается органом опеки и попечительства лишь на основании заключения врачебной комиссии с участием врача-психиатра.
В 2009—2010 годах по инициативе профессиональных правозащитных организаций высказывались предложения по реформированию института недееспособности в России; проводились круглые столы, посвящённые этой тематике. Рекомендации, выработанные участниками круглых столов, направлялись в Государственную Думу РФ, исполнительные органы государственной власти и Верховный Суд РФ. Правозащитниками отмечалось, что в зарубежных странах в последнее время часто используются альтернативные меры поддержки, в отличие от опеки не предусматривающие ограничений в правах (лишения или ограничения дееспособности). Обсуждался опыт стран Восточной и Центральной Европы: к примеру, в Венгрии, согласно новому законодательству, опека как форма защиты заменена различными видами поддержки в принятии самостоятельных решений; в Эстонии вместо полной недееспособности введена ограниченная недееспособность, и суд должен определить, в каких именно жизненных сферах человек не может принимать решение самостоятельно, при этом права недееспособного лица, в частности в области семейного права, существенно расширены.
Федеральным законом от 06.04.2011 внесены поправки в Закон «О психиатрической помощи и гарантиях прав граждан при её оказании» и в Гражданский процессуальный кодекс РФ. Согласно этим поправкам суд, принимая решение о признании гражданина недееспособным, должен предоставить ему право изложить свою позицию лично или через выбранных им самим представителей; психиатрическая помощь оказывается недееспособным без их согласия по просьбе или с согласия их законных представителей лишь в том случае, если недееспособные граждане сами не способны дать согласие на оказание психиатрической помощи; решение законного представителя или органа опеки и попечительства о помещении недееспособного гражданина в психиатрический стационар может быть обжаловано в суде.
Федеральным законом от 30.12.2012 внесены поправки в Гражданский кодекс РФ: в соответствии с законодательной нормой, обозначенной в новой редакции пункта 2 статьи 30 ГК РФ, в российское законодательство впервые введена правовая категория ограниченной дееспособности вследствие психического расстройства («гражданин, который вследствие психического расстройства может понимать значение своих действий и руководить ими лишь при помощи других лиц, может быть ограничен судом в дееспособности, в порядке, установленном гражданским процессуальным законодательством. Над ним устанавливается попечительство»). Данная редакция статьи 30 ГК РФ вступила в силу с марта 2015 года Однако эти изменения по-прежнему не предусматривают индивидуализации мер, связанных с регулированием дееспособности. Как отмечает российская организация людей с инвалидностью «Перспектива», само понятие «недееспособность» в российском законодательстве противоречит требованиям международной Конвенции о правах инвалидов, Конвенции о защите прав человека и основных свобод, Международного пакта о гражданских и политических правах, и является недопустимой дискриминацией людей с психическими расстройствами. С позиции Конвенции о правах инвалидов одной из задач государства является поддержка инвалидов с психическими нарушениями в реализации их дееспособности. Полное лишение гражданина дееспособности недопустимо, при этом ограничение дееспособности если и возможно, то только в исключительных случаях и при условии наличия в законодательстве альтернатив такому ограничению.
В 2015 году Уполномоченный по правам человека в РФ Э. А. Памфилова отметила, что, хотя законодательно недееспособные лица имеют право обжаловать судебные решения о признании их таковыми и обращаться в суды с заявлениями о восстановлении дееспособности, это право порой нарушается: Уполномоченному поступают жалобы на отказы судов принимать к рассмотрению заявления недееспособных лиц, пытающихся оспорить свой статус, причём эти отказы суды мотивируют именно недееспособностью заявителей.
По мнению адвоката Ю. Ершова, члена Московской рабочей группы по реорганизации психоневрологических интернатов, многие пациенты российских ПНИ лишены дееспособности неправомерно. Как отмечает Ю. Ершов, судьи подходят к вопросам о лишении дееспособности излишне формально, почти всегда всецело полагаясь на заключение врачебной экспертизы и игнорируя возможность других доказательств, которые, возможно, могли бы его опровергнуть. Пациенты ПНИ фактически лишены права на защиту при лишении их дееспособности — им не дают возможности ознакомиться с заявлением, нанять адвоката, пригласить свидетелей и собрать документы. Порой экспертиза проводится заочно: при этом слово в слово переписывается заявление интерната, а сам пациент ПНИ членами экспертной комиссии не обследуется.
Ершов также указывает, что «за конкретным районом есть конкретный судья, и к нему годами ходят эти юристы из ПНИ и годами приносят заявления о лишении дееспособности. Судья, не глядя на людей и не спрашивая их мнений, назначает всем экспертизу», хотя по закону гражданин должен иметь право выразить недоверие эксперту или учреждению, где проводится экспертиза, попросить назначить для экспертизы другую больницу, изменить или добавить те или иные вопросы, задаваемые экспертам. Как подчёркивает адвокат, «…дела о лишении дееспособности часто рассматриваются за 15, а то и пять минут».
В 2018—2019 годах в Москве произошло резкое (в несколько раз) увеличение дел по лишению дееспособности; лиц с психическими расстройствами стали намного чаще, чем прежде, отправлять в психоневрологические интернаты. Как отмечал в связи с этим юрист Павел Кантор, «Людям перед лишением дееспособности не разъясняют их права, не дают доступа к документам, после суда часто обманом отправляют в ПНИ, родственникам отказывают в участии в деле». Представители Независимой психиатрической ассоциации указывают, что в Москве налажено массовое признание людей с психическими расстройствами недееспособными с принудительным помещением их в психоневрологические интернаты. Согласия лиц с психическими расстройствами и мнения их родственников при этом не спрашивают, а родственникам отказывают в назначении их опекунами. По словам Любови Виноградовой из Независимой психиатрической ассоциации, «в 2018 году психиатрическая больница № 14 подала в суд 575 заявлений о признании граждан недееспособными, большая часть из них была удовлетворена, граждане, многие из которых вполне могли бы проживать дома, оказались в интернате».